# Auge (Tauwerk)
Das Auge bezeichnet in der Knotenkunde eine einfache Form, die sich beim Knotenknüpfen durch das Bilden eines kreisförmigen Struktur auszeichnet. Es entsteht, wenn sich die Beine einer Bucht überkreuzen.
Im weiteren Sinn steht es für andere ringförmige Knotenformen, wie Schlaufen und Schlingen.

## Abgrenzung

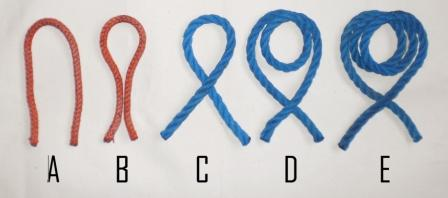
A: Bucht
B: Geschlossene Bucht
C: Auge
D: Rundtörn
E: Zwei Rundtörns

Der Begriff Auge ist überladen und steht für viele kreisförmige Strukturen in der Knotenkunde. Windet man ein Seil, Leine oder kurz gesagt generell Tauwerk um einen Gegenstand, so dass sich das Arbeitsende und die stehende Part gegenüber stehen, spricht man in der Knotenkunde von einem Törn.
Wenn das Arbeitsende einen Törn um einen Gegenstand macht und von der stehenden Part bekniffen wird, nennt man dies einen Halben Schlag.

„Auge, Törn und Halber Schlag“
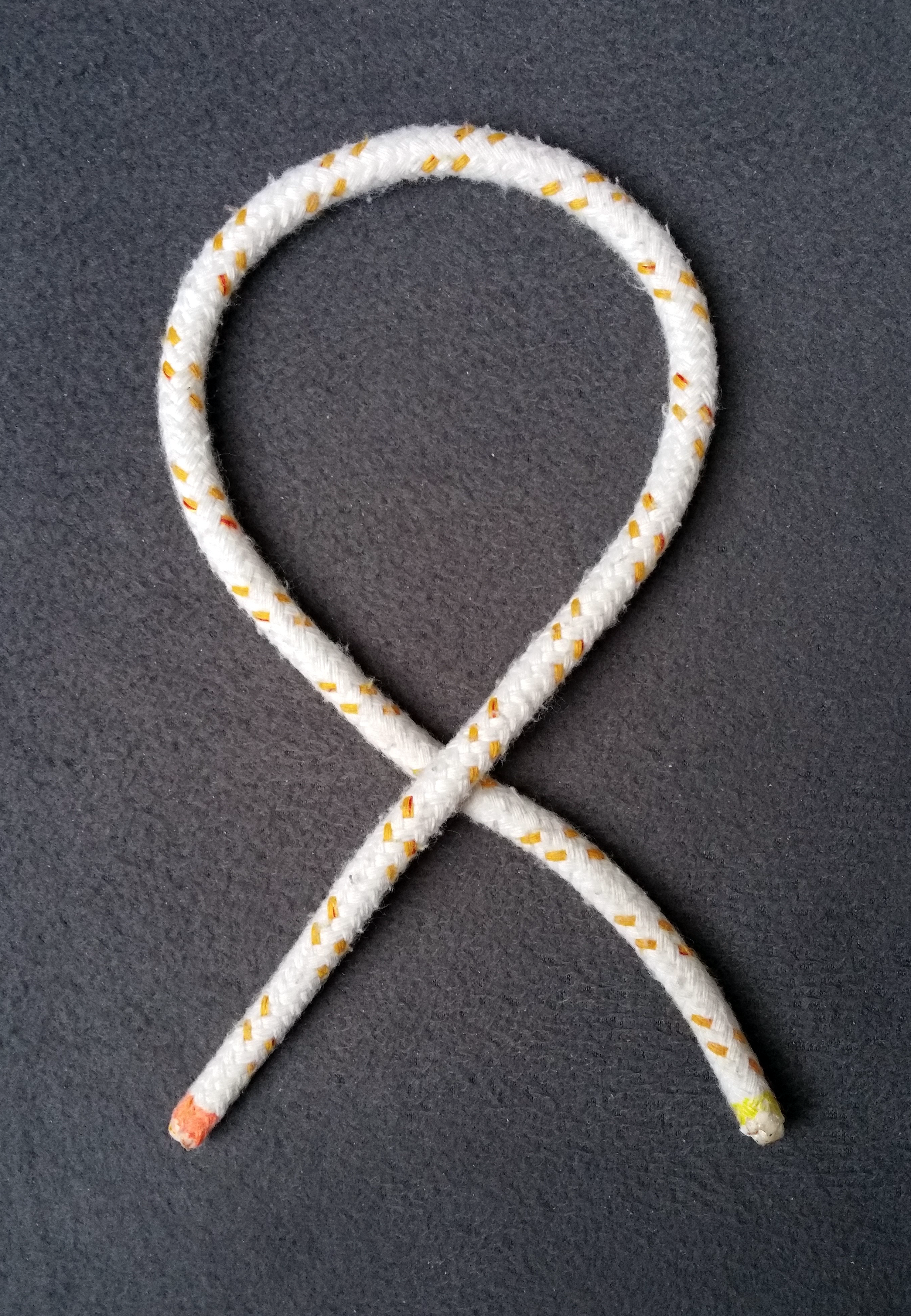
Auge
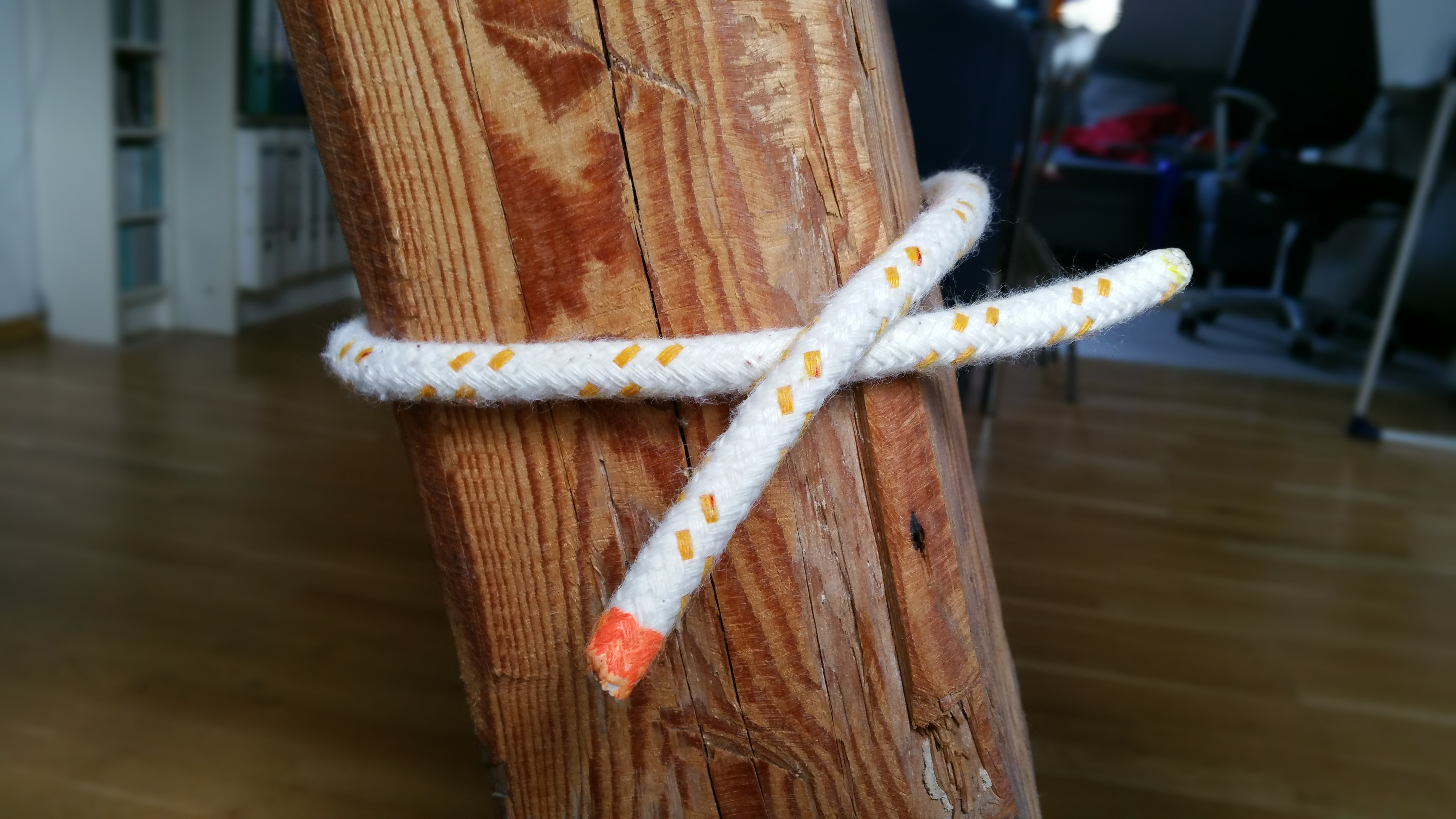
Einfacher Törn
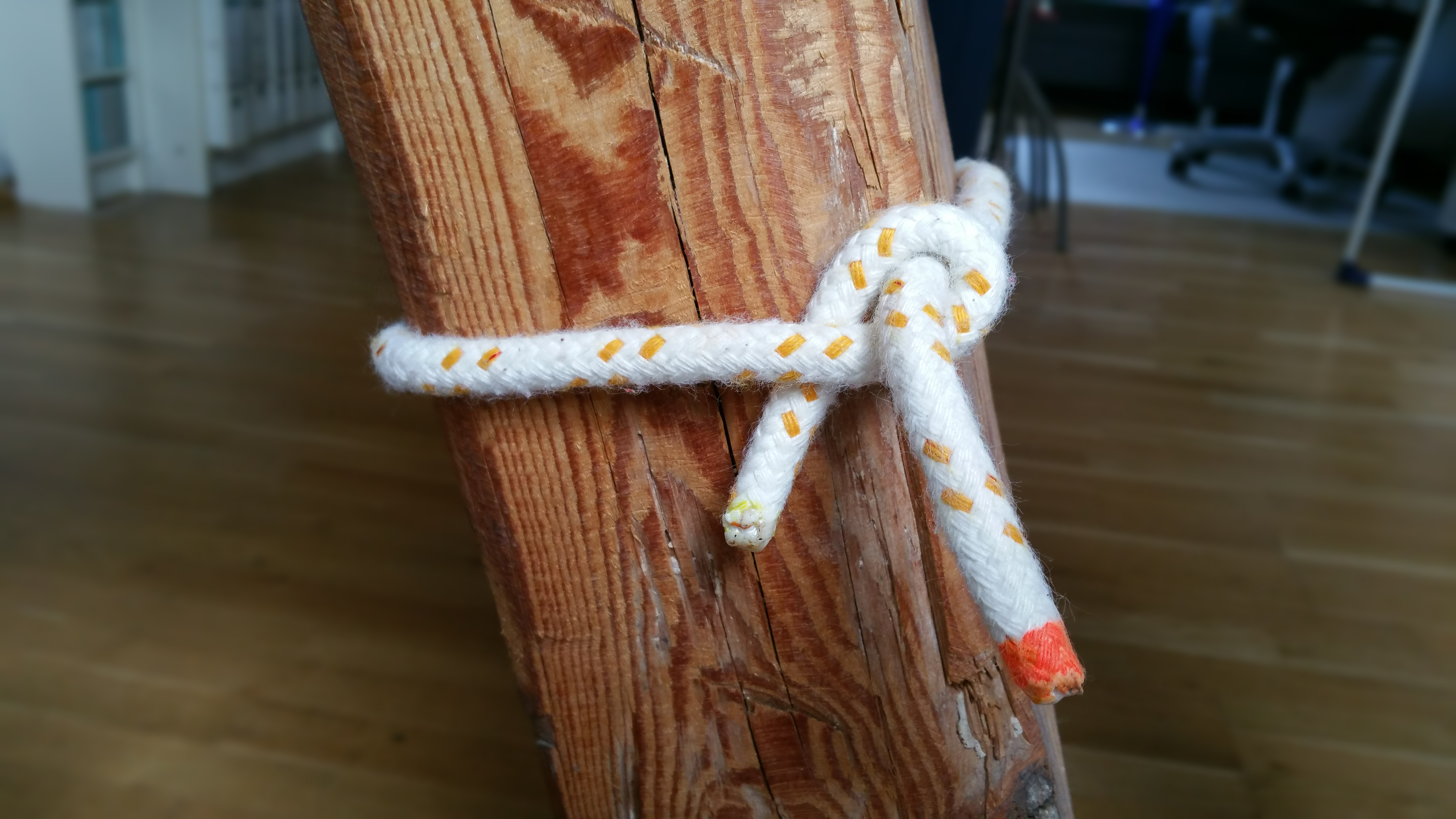
Halber Schlag
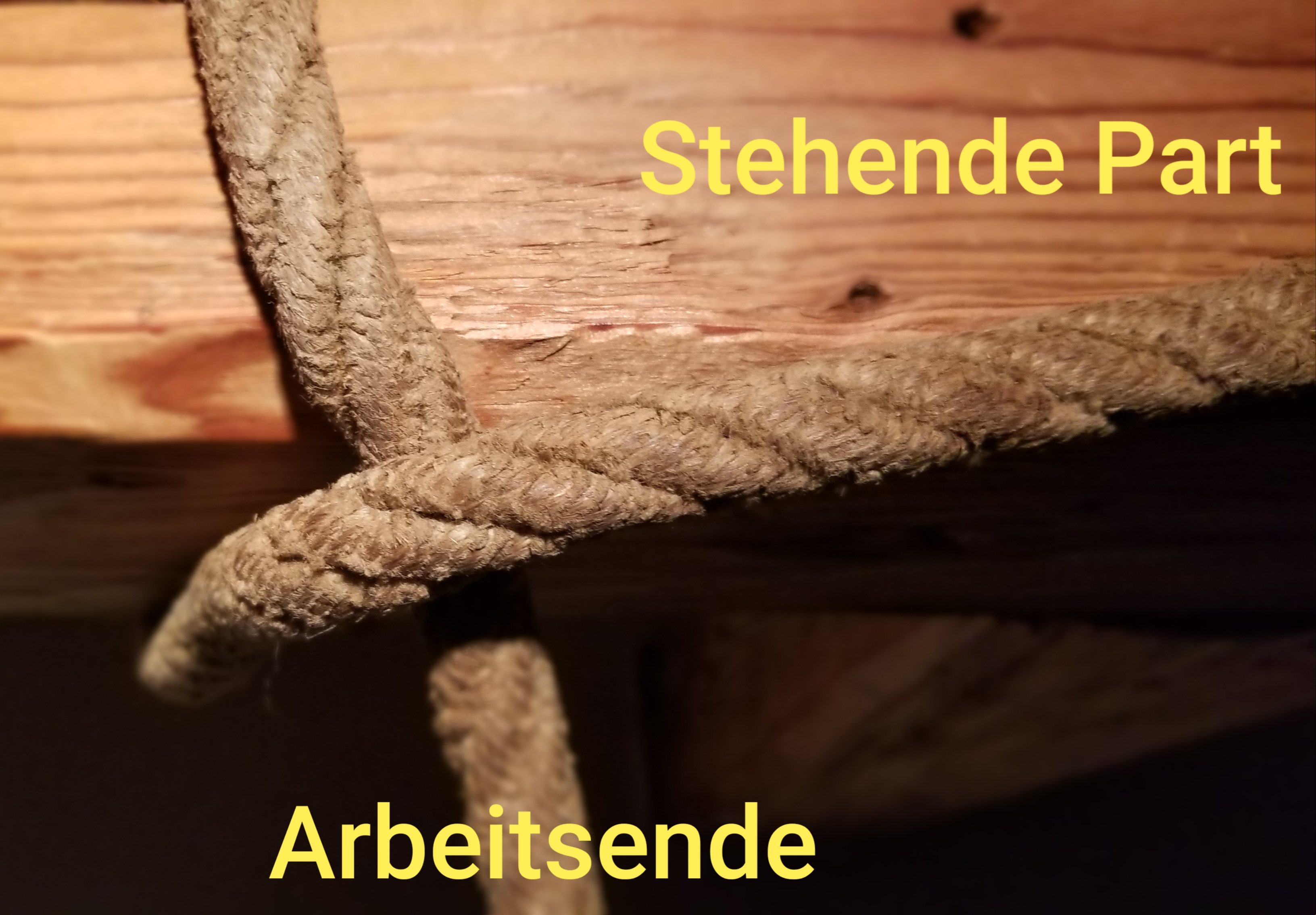
Auch ein Halber Schlag, weil das Arbeitsende von der stehenden Part bekniffen wird.

## Knüpfen

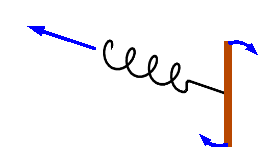
Bei der Benennung der Drehrichtung folgt man auch der Korkenzieherregel. Egal, ob man von unten oder oben auf die Spirale des Korkenziehers schaut, die Drehung ist immer rechtsgängig.

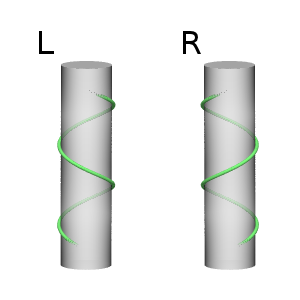
L: linksgängige Helix
R: rechtsgängige Helix
Die Gängigkeit der Helix ist absolut, d. h., sie ist unabhängig davon, ob man entlang der Achse von oben oder von unten auf die Helix blickt.

Es gibt nur zwei Richtungen, in denen sich ein Auge in einem Seil winden kann. Zur Benennung der Windungsrichtung (Helizität), die das Auge hat, schaut man entlang seiner Achse längs durch die Windungsrichtung: Wenn sie sich beim Entfernen vom Betrachter im Uhrzeigersinn windet, ist sie rechtsgängig, andernfalls linksgängig.
Die Gängigkeit eines Auges ist absolut, d. h., sie ist unabhängig davon, ob man entlang der Achse von oben oder von unten auf das Auge blickt.
Bei der Benennung der Drehrichtung folgt man auch der Korkenzieherregel. Egal, ob man von unten oder oben auf die Spirale des Korkenziehers schaut, die Drehrichtung ist immer rechts.

### Rechts- und linksgängige Augen

#### Ein rechts- und ein linksgängiges Auge
- Das Auge ist rechtsgängig, wenn es sich im Uhrzeigersinn windet (in der Richtung gesehen, in der es sich vom Betrachter entfernt).
- Das Auge ist linksgängig, wenn es sich im Gegenuhrzeigersinn windet.

Ein geknüpftes Auge hat Chiralität, d. h., es ist nicht mit seinem Spiegelbild identisch – oder genauer gesagt: Man kann es nicht allein durch Drehungen und Parallelverschiebungen auf sein Spiegelbild abbilden.

„Rechtsgängiges“ und „linksgängiges“ Auge
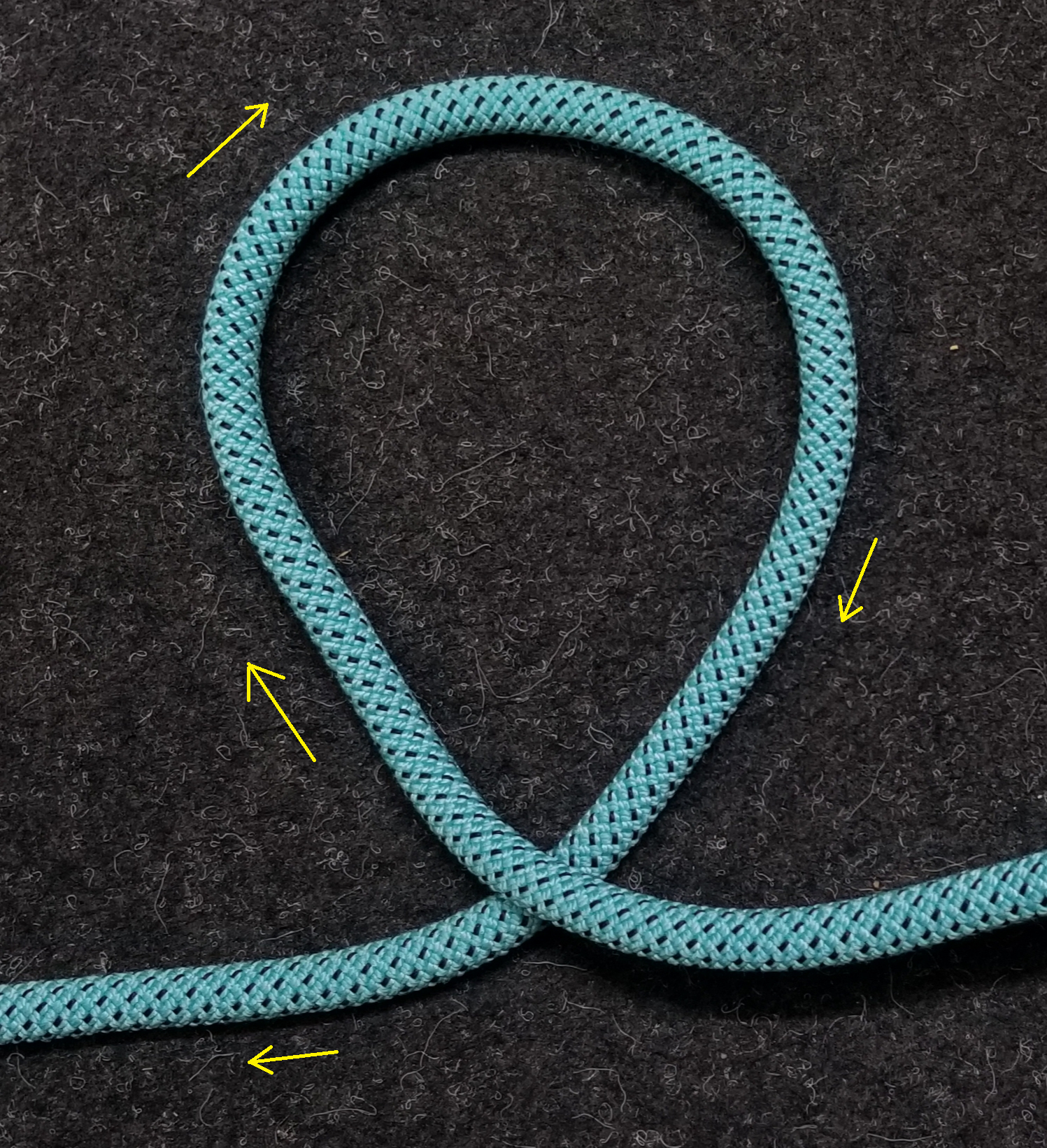
Bild 1: Rechtsgängiges Auge
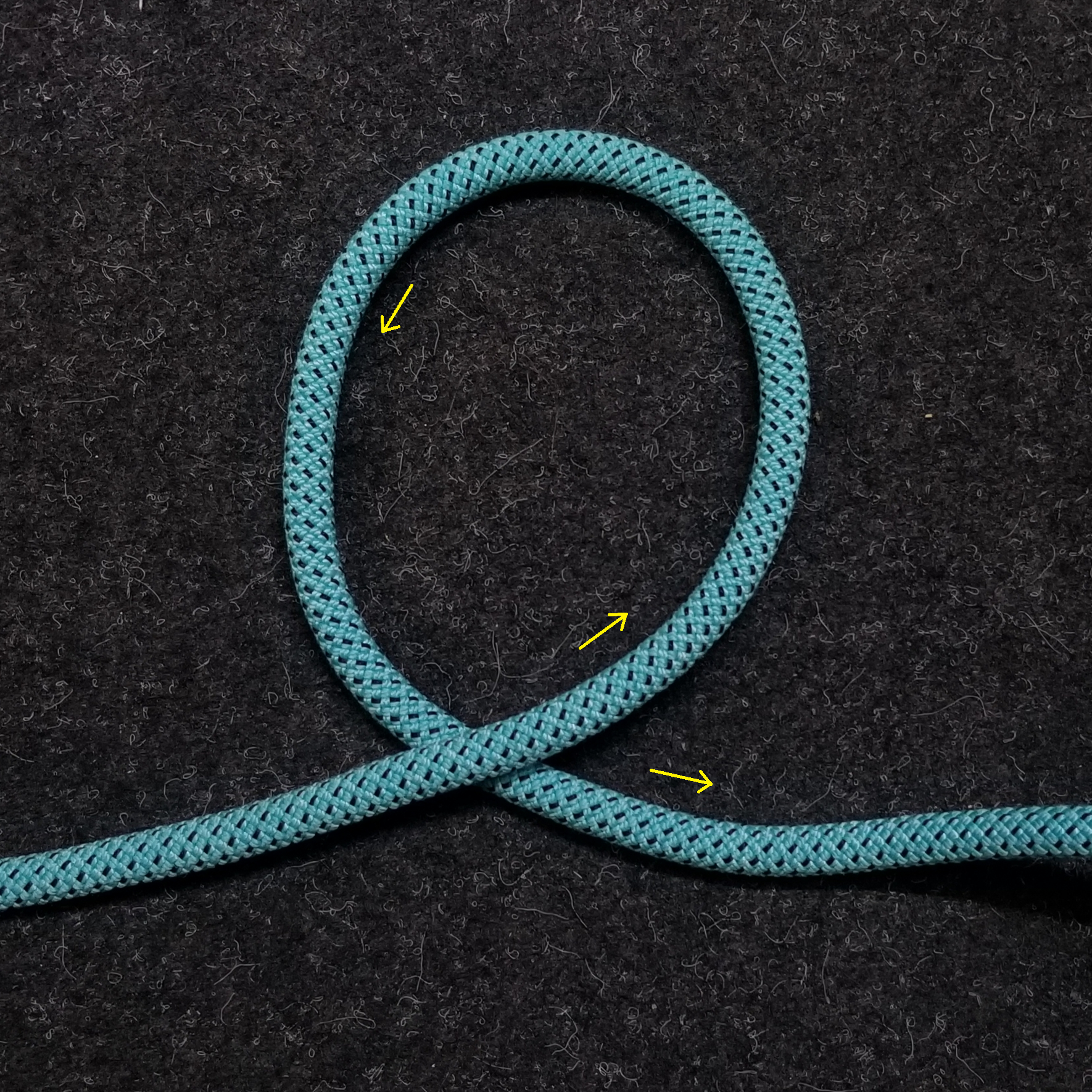
Bild 2: Linksgängiges Auge

Es gibt also nur zwei verschiedene Gängigkeiten. Ein Auge kann nur rechtsgängig oder linksgängig sein.

#### Zwei rechts- und zwei linksgängige Augen
Für das Benennen der Augen, ob sie rechts- oder linksgängig sind, ist es bei der Praxis des Knüpfens hilfreich, ob das Auge nach unten oder nach oben zeigt. Diese zwei zusätzlichen Augen sind aber nur durch Drehung entstanden.

Zwei „rechtsgängige“ und zwei „linksgängige“ Augen
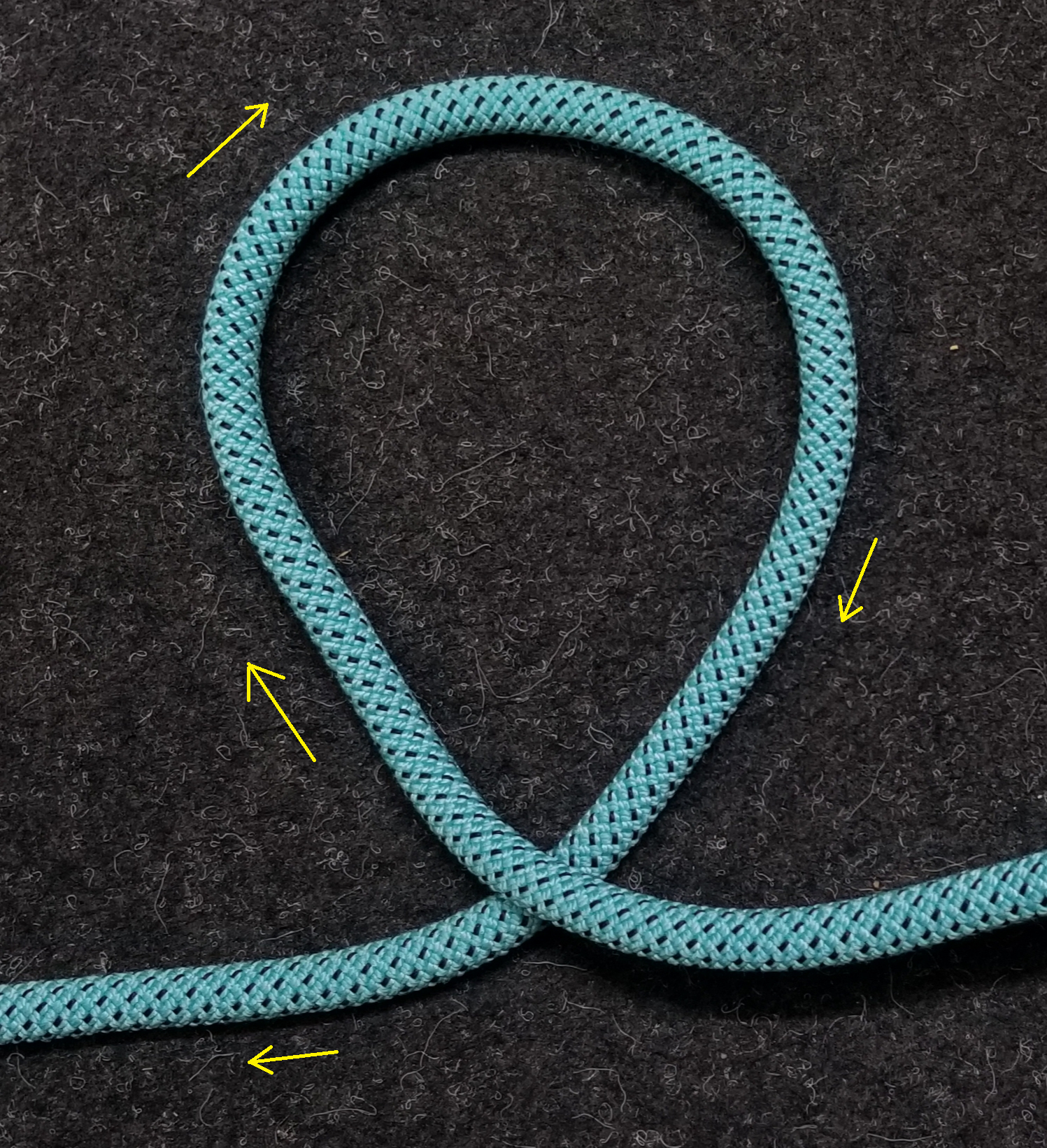
Bild 1: Rechtsgängiges Auge
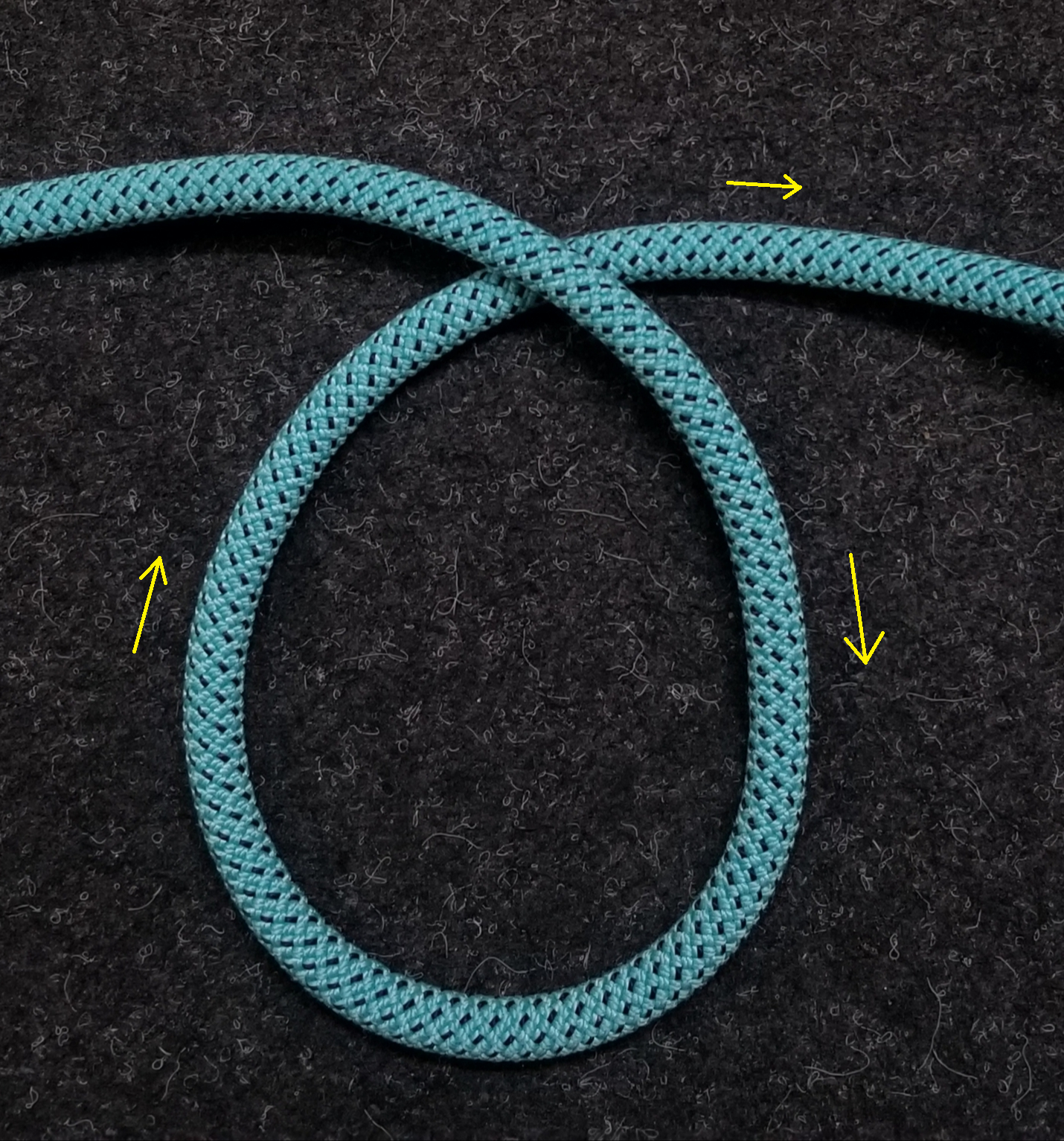
Dreht man Bild 1 auf den Rücken, windet sich das Auge nach unten. Es ist weiterhin ein rechtsgängiges Auge.
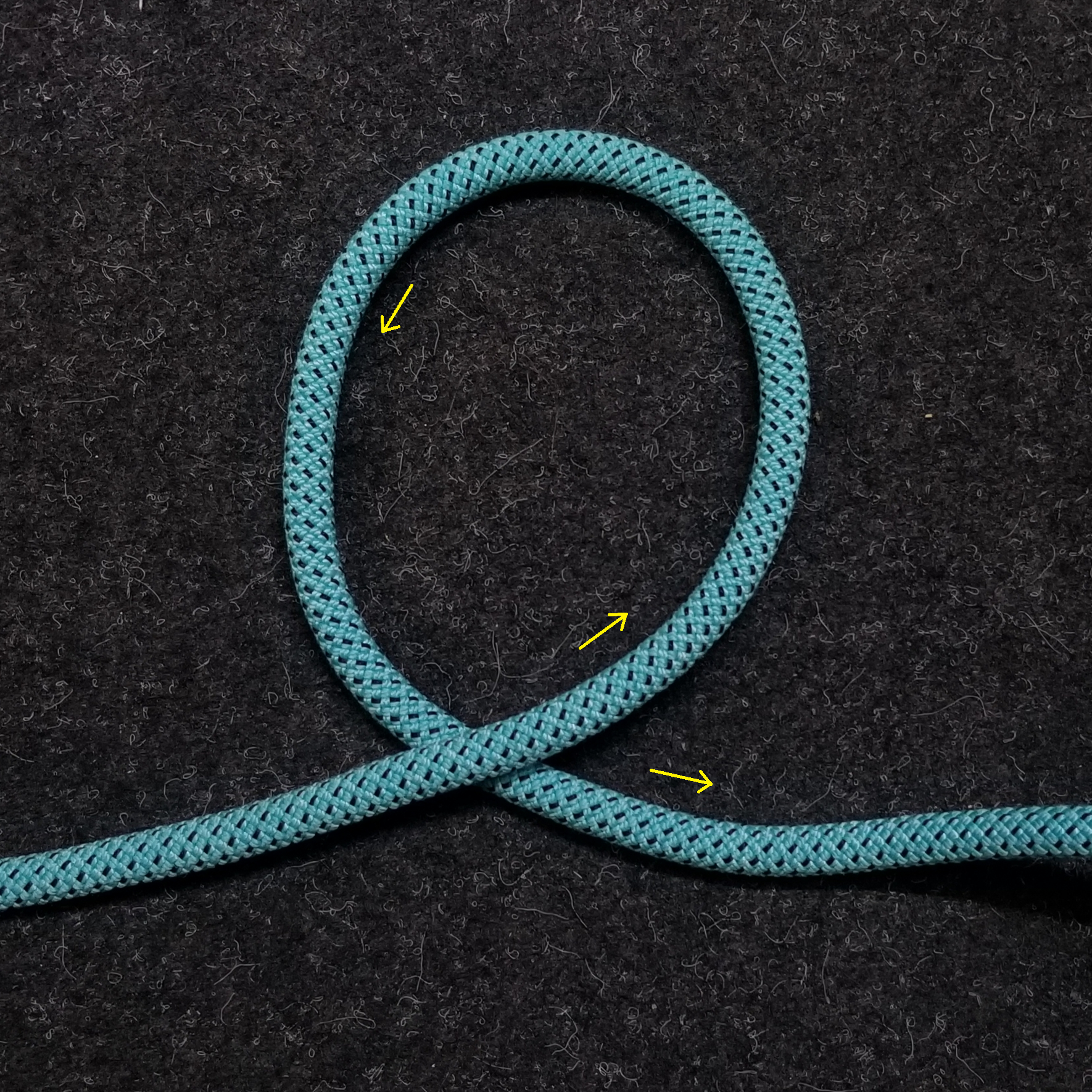
Bild 2: Linksgängiges Auge
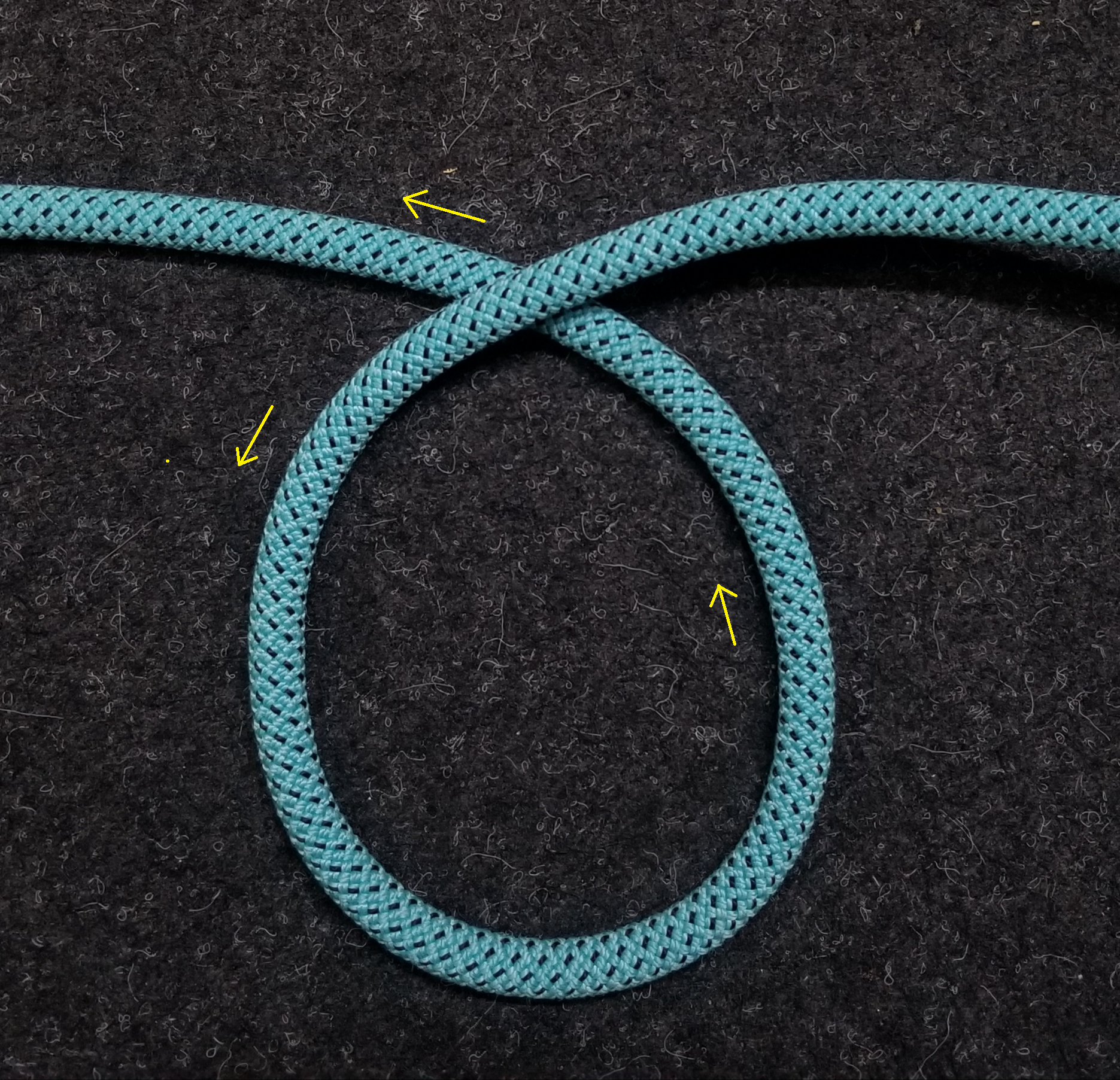
Dreht man das Bild 2 auf den Rücken, windet sich das Auge nach unten. Es ist weiterhin ein linksgängiges Auge.

### Überhand- und Unterhandaugen

#### Ein Überhand- und ein Unterhandauge
Geoffrey Budworth, Mitbegründer der „Internationalen Knotengilde“ („International Guild of Knot Tyers“) schreibt: „Ein einfaches Auge ist ein Überhandauge, wenn die laufende Part über der festen liegt, liegt sie darunter, ist es ein Unterhandauge“. Das heißt, diese Definition beschreibt, ob das Arbeitsende über oder unter die stehende Part läuft. Siehe dazu auch weiter unten: S- und Z-Kreuzung bei Augenformen, die der Definition von Budworth entspricht.

„Überhand-“ und „Unterhandauge“
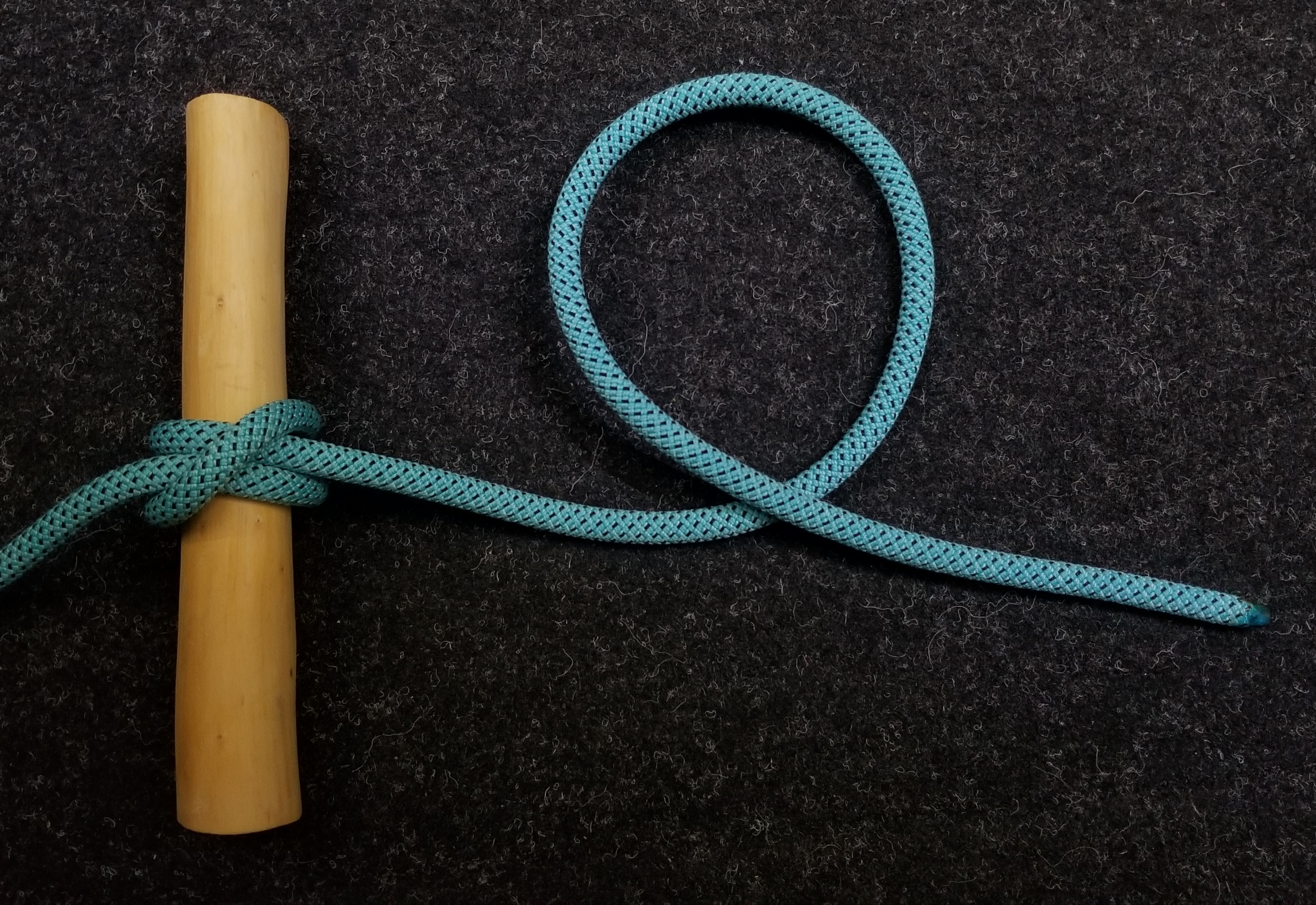
Überhandauge (rechtsgängig) Das Arbeitsende läuft von links nach rechts über die stehende Part.
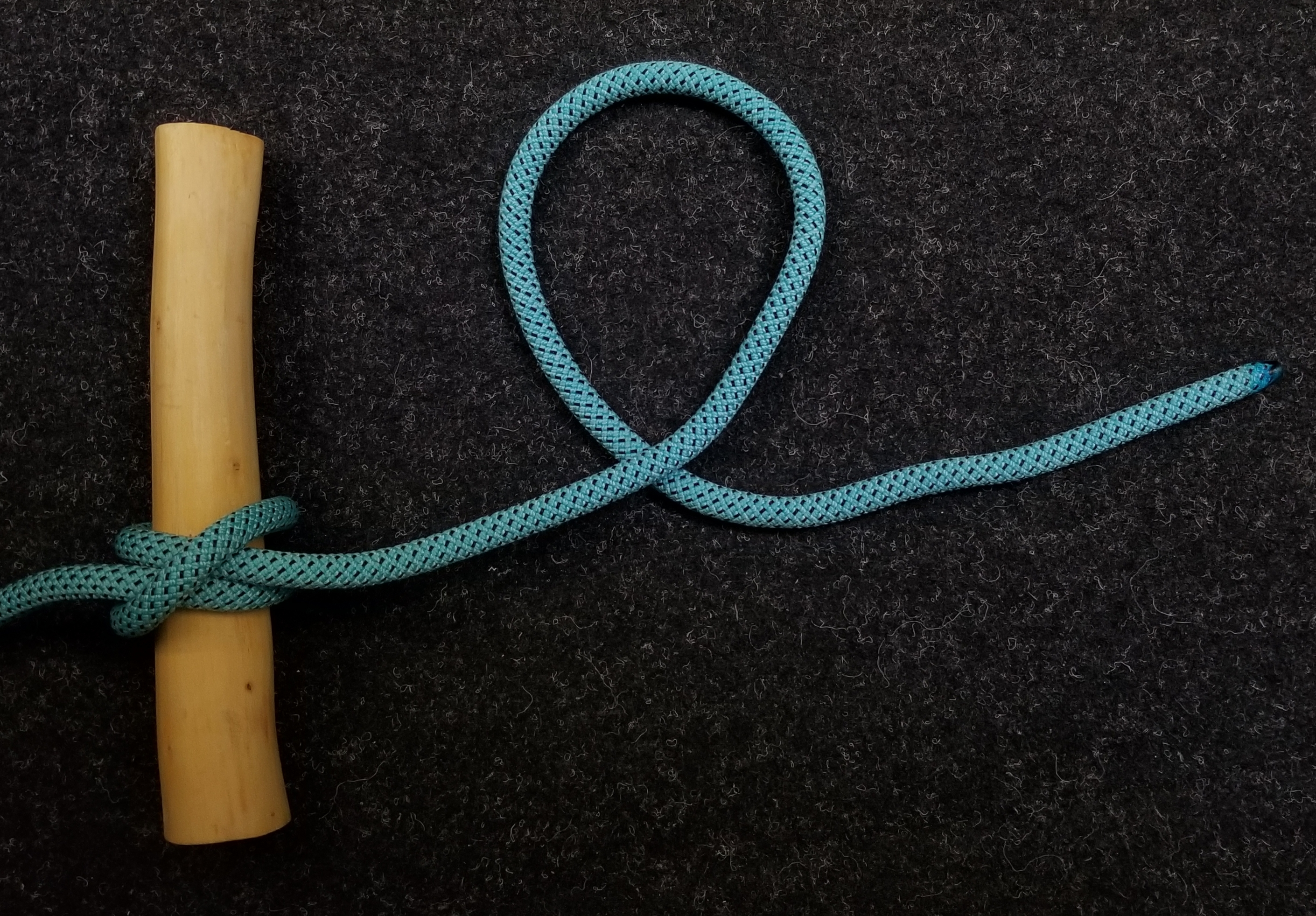
Unterhandauge (linkssgängig) Das Arbeitsende läuft von links nach rechts unter die stehende Part.

#### Vier Überhand- und vier Unterhandaugen
Da man aber auch ein Auge von zwei Seiten (die stehende Part ist links oder die stehende Part ist rechts) knüpfen kann, ist es bei dieser Benennung wichtig, auf welcher Seite die stehende Part (oder auch das feste Ende) und auf welcher Seite die laufende Part (oder auch das Arbeitsende) ist.

Festes Ende links
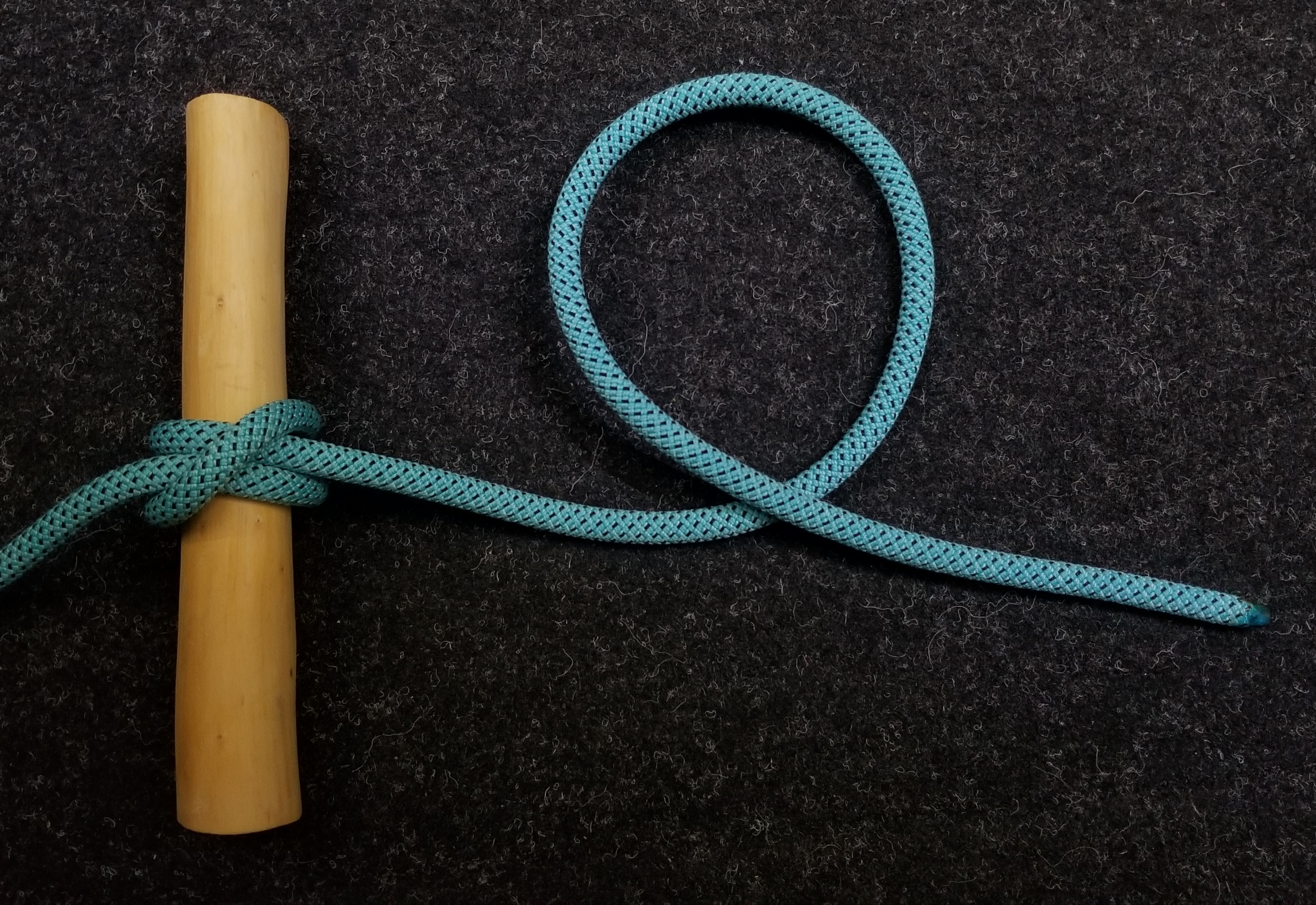
Bild 1: Überhandauge (rechtsgängig).
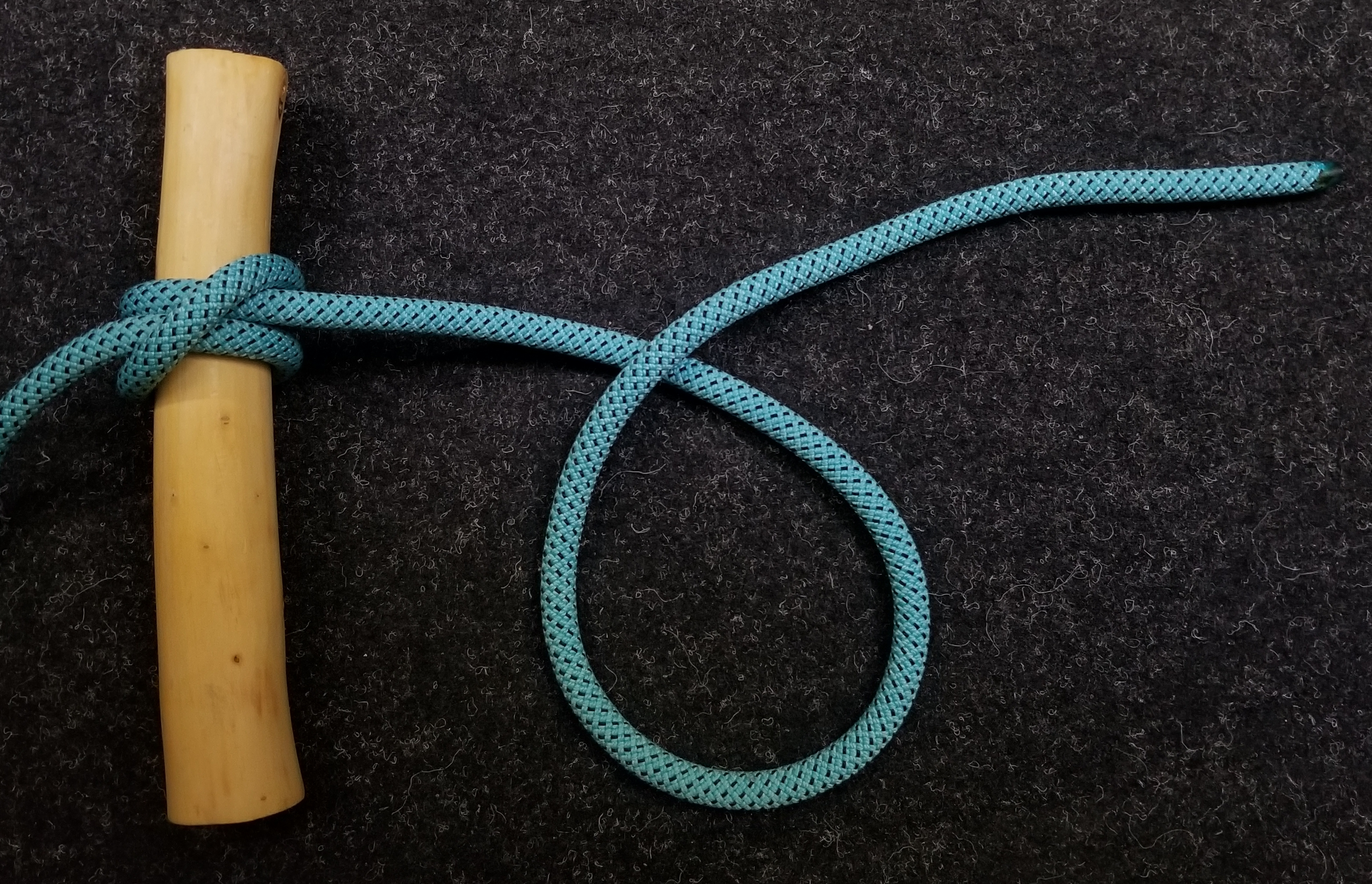
Bild 2: Überhandauge (linksgängig).
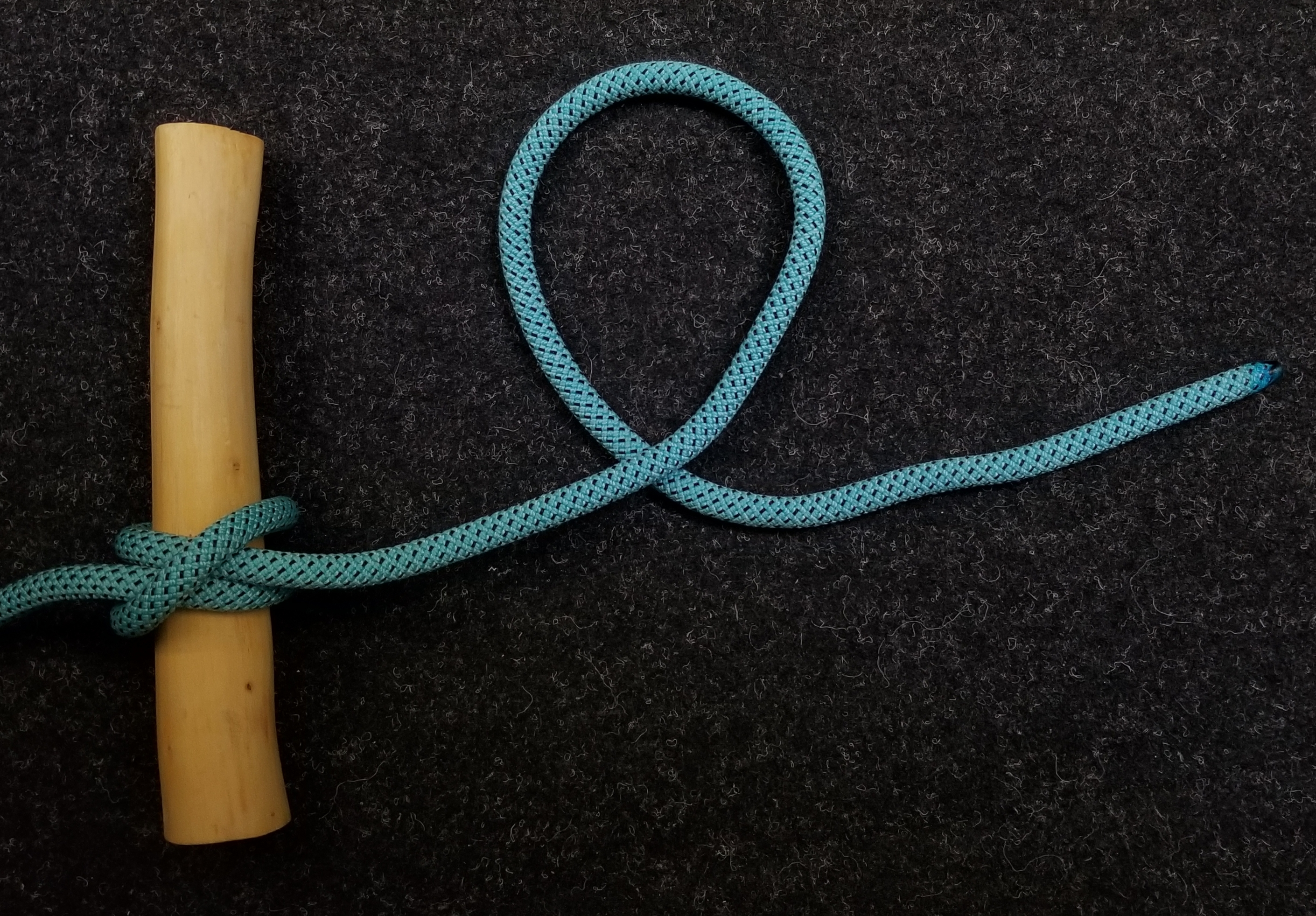
Bild 3: Dreht man das Auge auf Bild 2 auf den Rücken, wird es zu einem Unterhandauge (linksgängig).
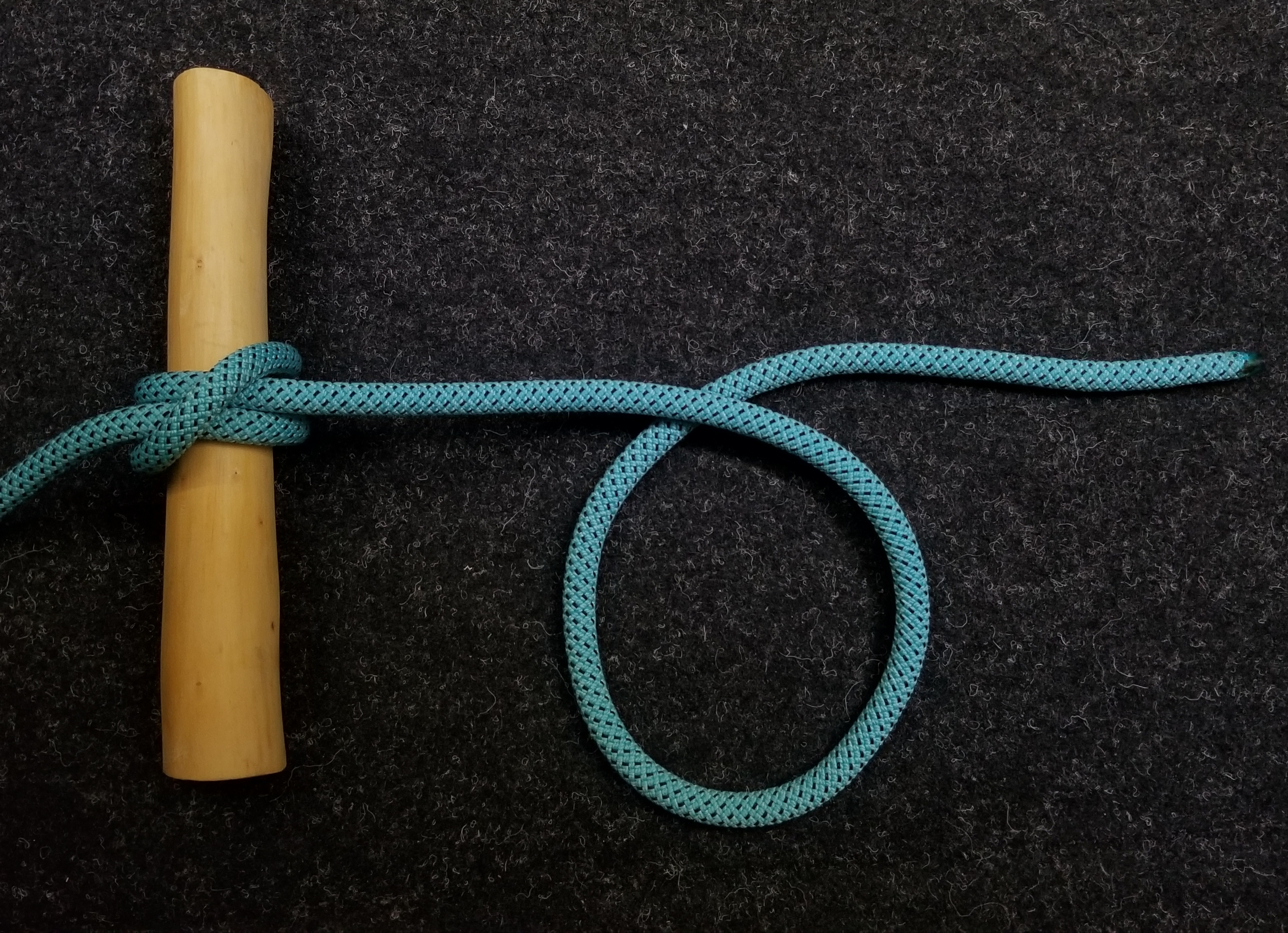
Bild 4: Dreht man das Auge auf Bild 1 auf den Rücken, wird es zu einem Unterhandauge (rechtsgängig).

Festes Ende rechts
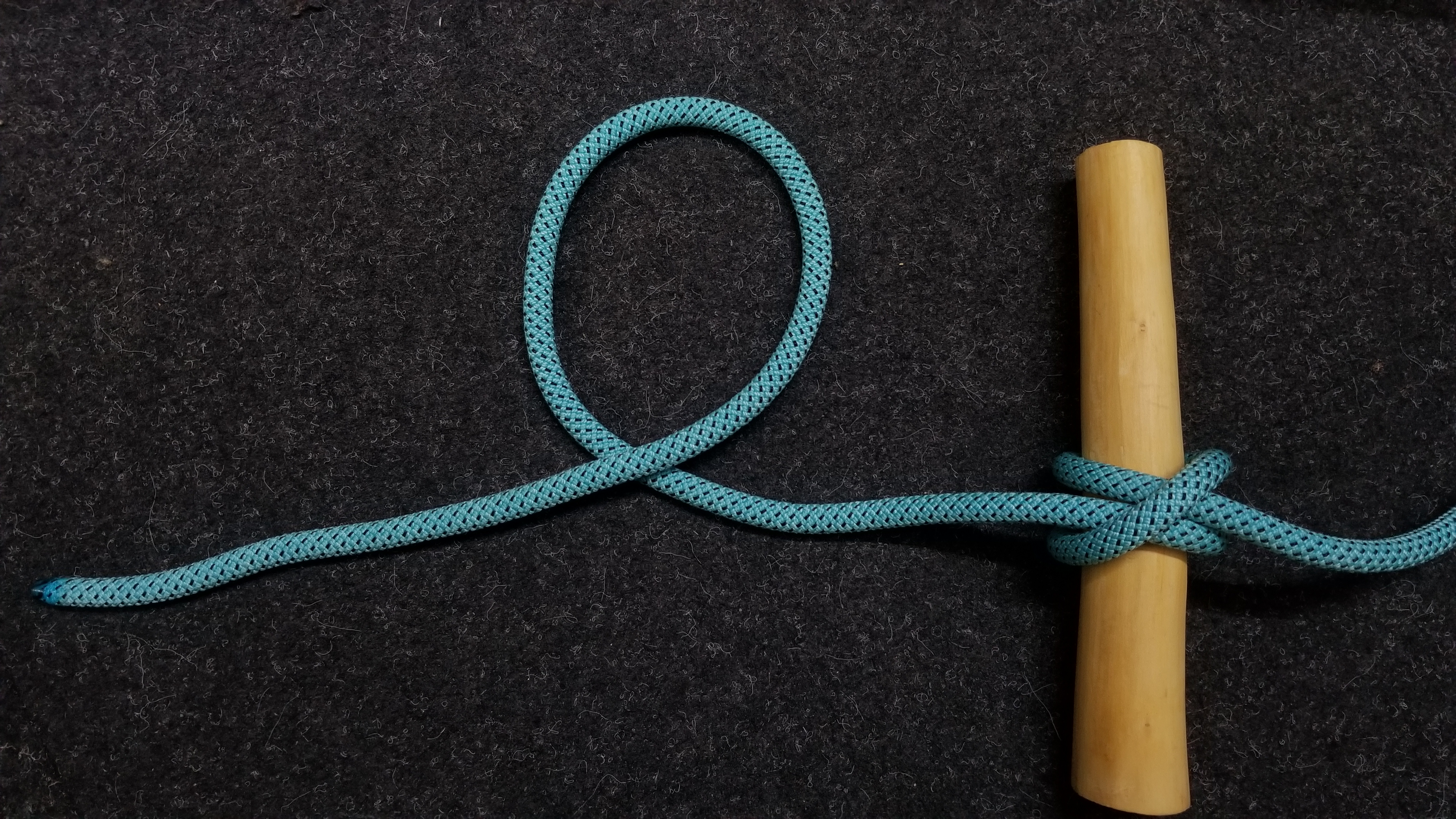
Bild 5: Überhandauge (linksgängig).
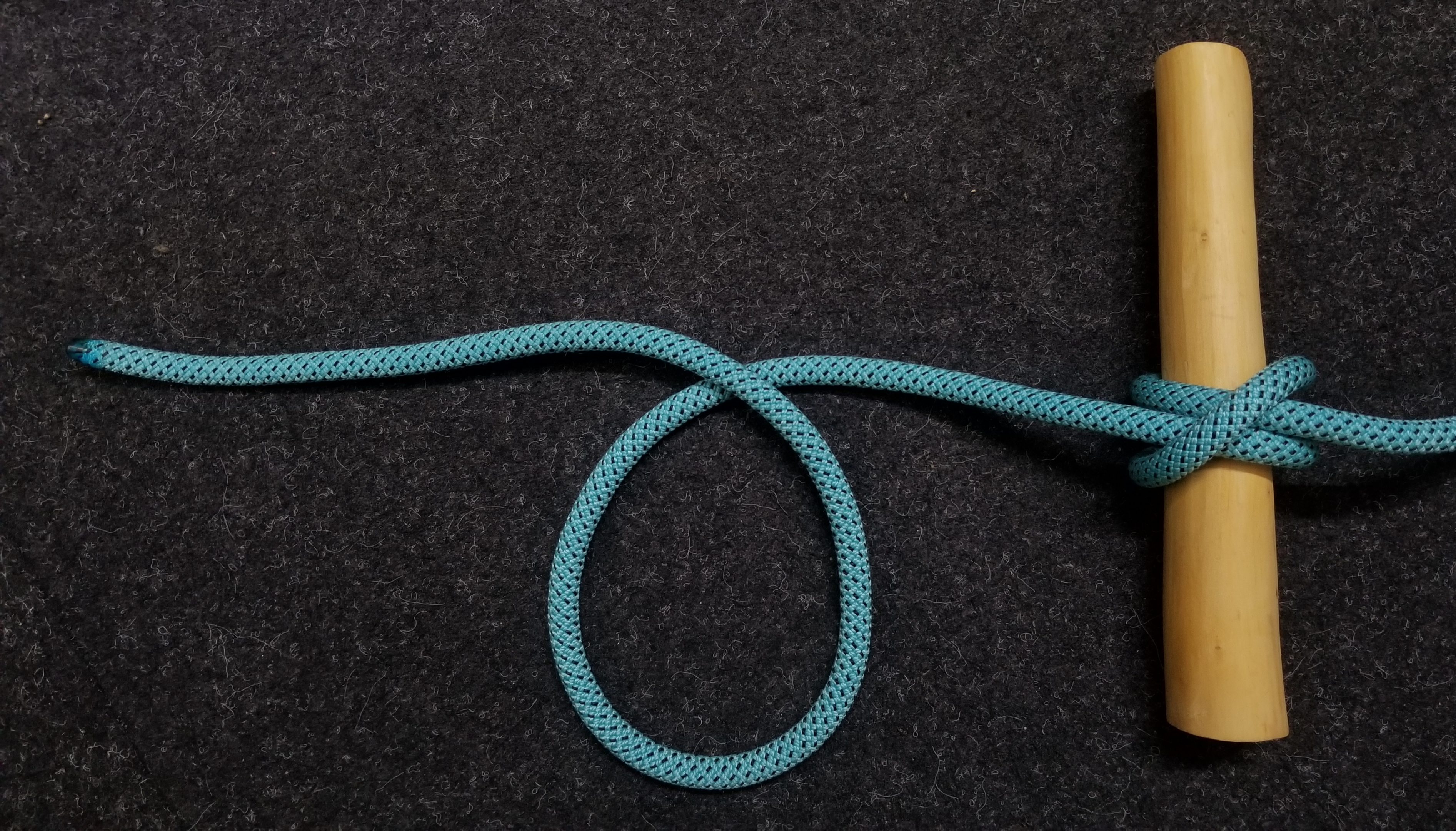
Bild 6: Überhandauge (rechtsgängig).
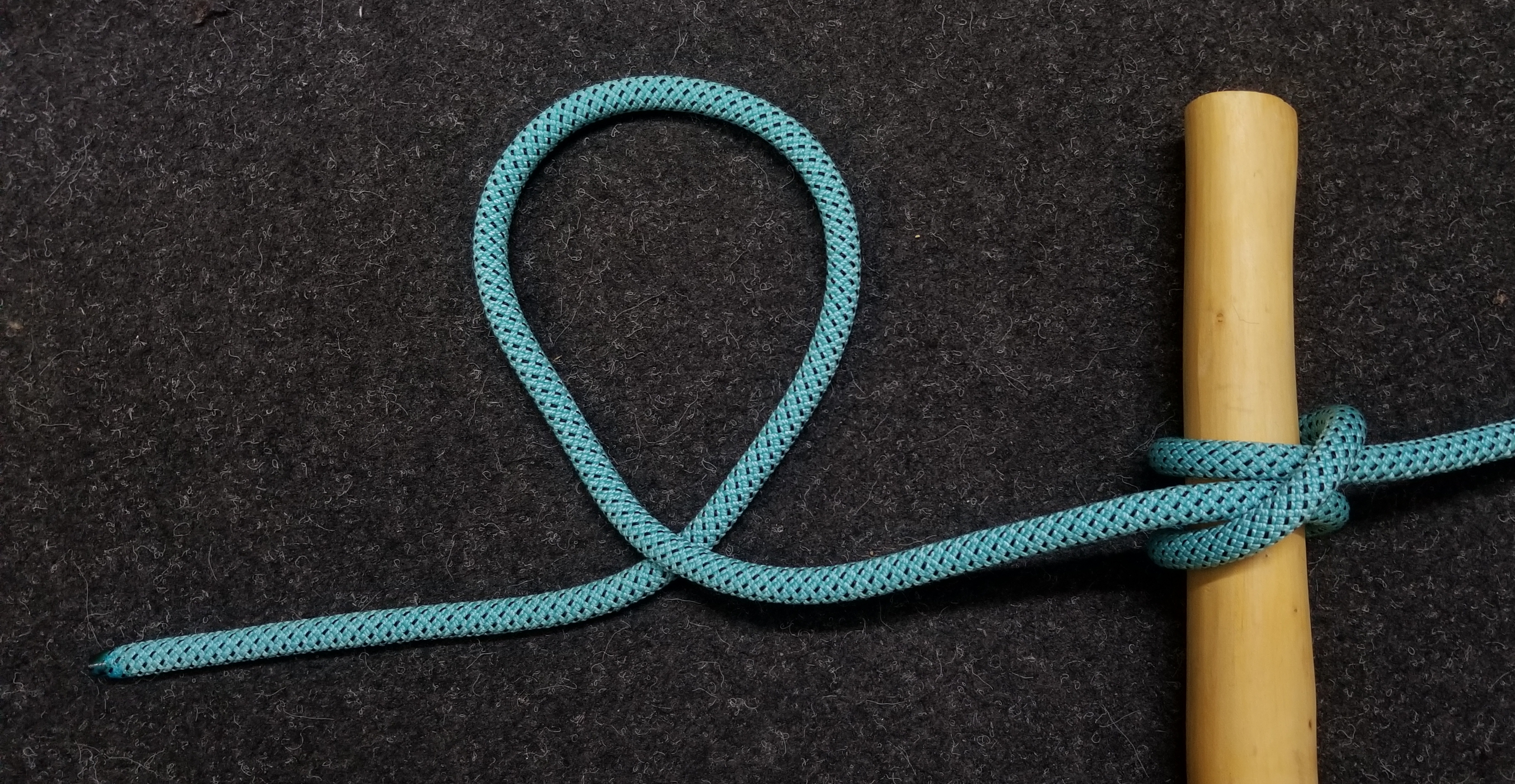
Bild 7: Dreht man das Auge auf Bild 6 auf den Rücken, wird es zu einem Unterhandauge (rechtsgängig).
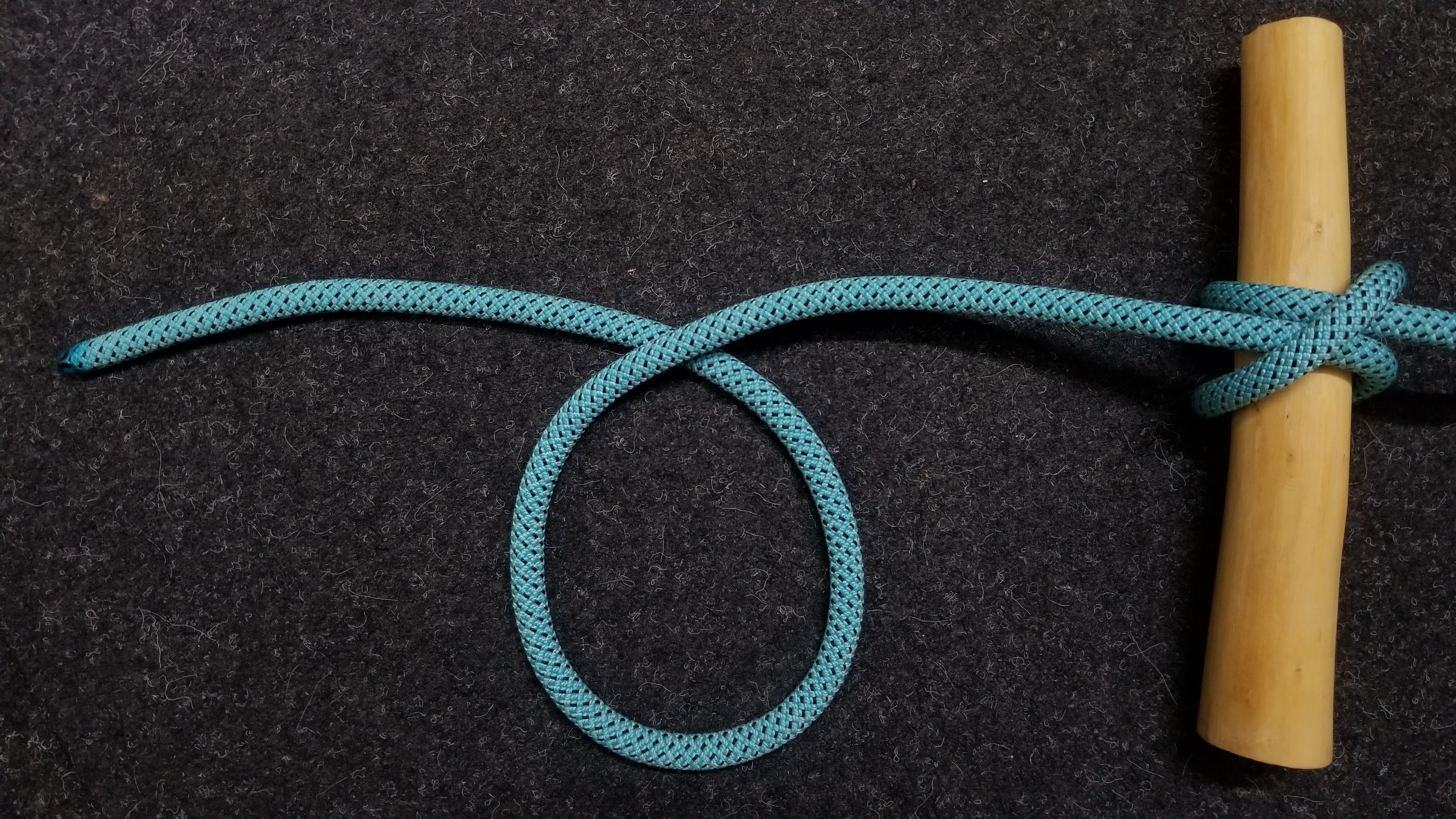
Bild 8: Dreht man das Auge auf Bild 5 auf den Rücken, wird es zu einem Unterhandauge (linksgängig).

Beim Knotenknüpfen lassen sich also 8 verschiedene Augen legen, je nachdem es Über- oder Unterhandaugen sind und je nachdem, ob sie nach unten oder oben zeigen.

#### Über- und Unterhandaugen „im“ oder „gegen den Uhrzeigersinn“

Die Zeiger einer Uhr drehen sich gewöhnlich nach rechts, im Uhrzeigersinn

Bei der Beschreibung eines Überhand- oder Unterhandauges ist diese Theorie aber immer noch nicht eindeutig, da man trotzdem je zwei verschiedene Überhand- und Unterhandaugen knüpfen kann.
Die IGKT (International Guild of Knot Tyers) empfiehlt eine Benennung, die sich darauf ausrichtet, in welcher Form ein Überhand- oder Unterhandauge von der stehenden Part aus verläuft: im Uhrzeigersinn oder gegen den Uhrzeigersinn. Dabei muss beachtet werden, dass die Gängigkeit eines Auges (also, ob es rechts- oder linksgängig ist) keine Rolle spielt.

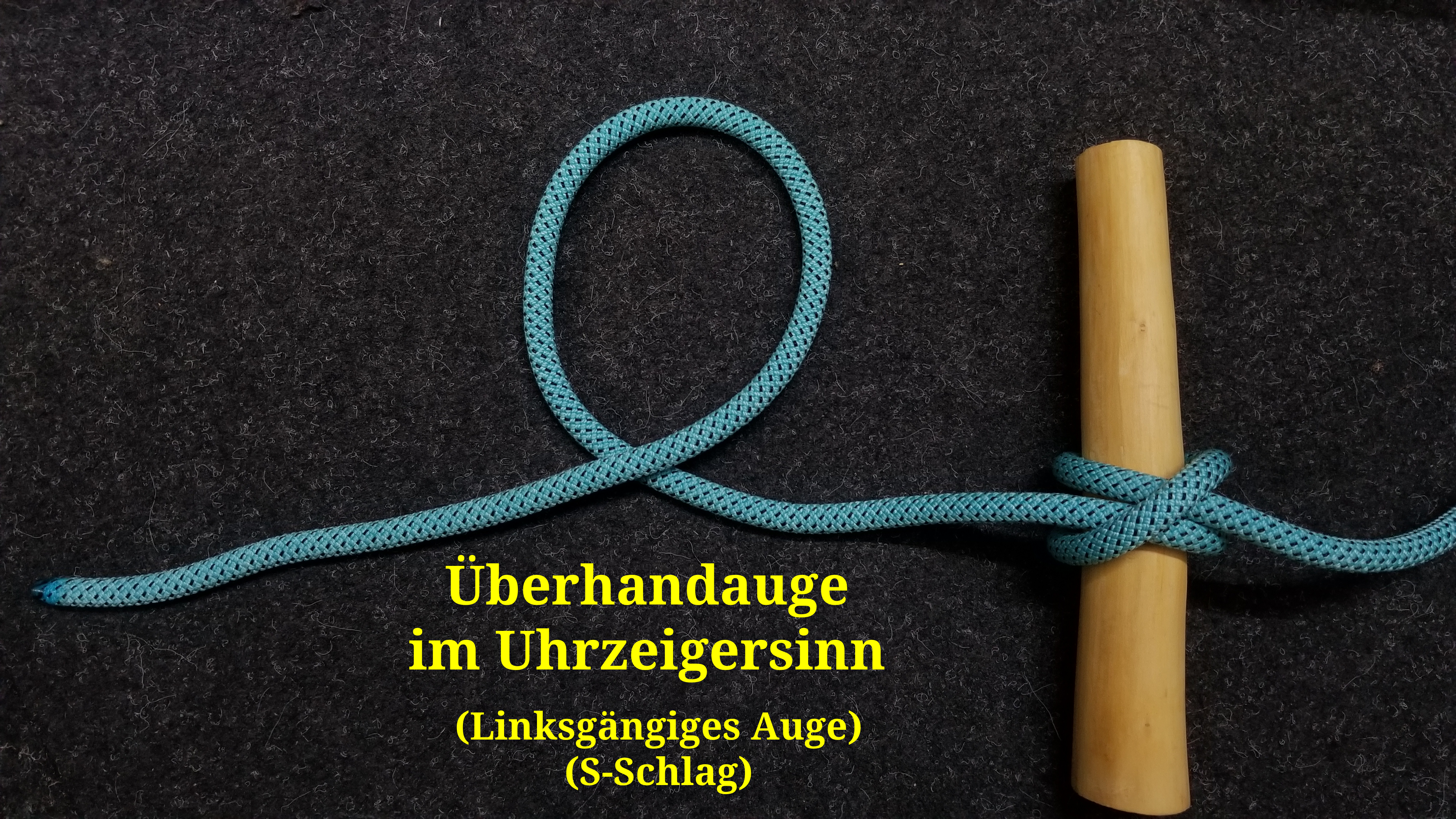
„Überhandauge im Uhrzeigersinn“ (linksgängig) Von der stehenden Part (rechts) verläuft das Arbeitsende im Uhrzeigersinn nach rechts oben.
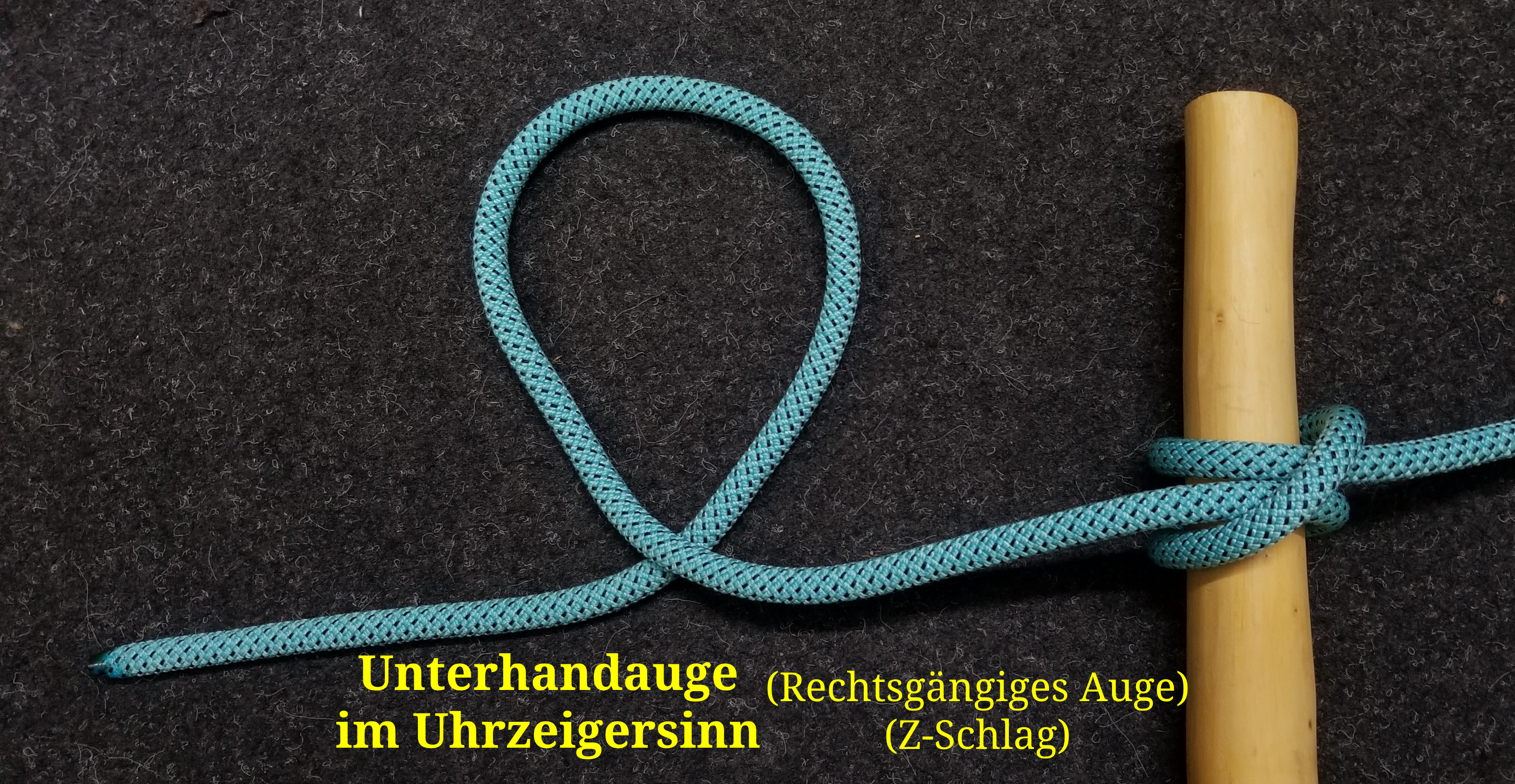
„Unterhandauge im Uhrzeigersinn“ (rechtsgängig). Von der stehenden Part (links) verläuft das Arbeitsende im Uhrzeigersinn nach rechts oben.
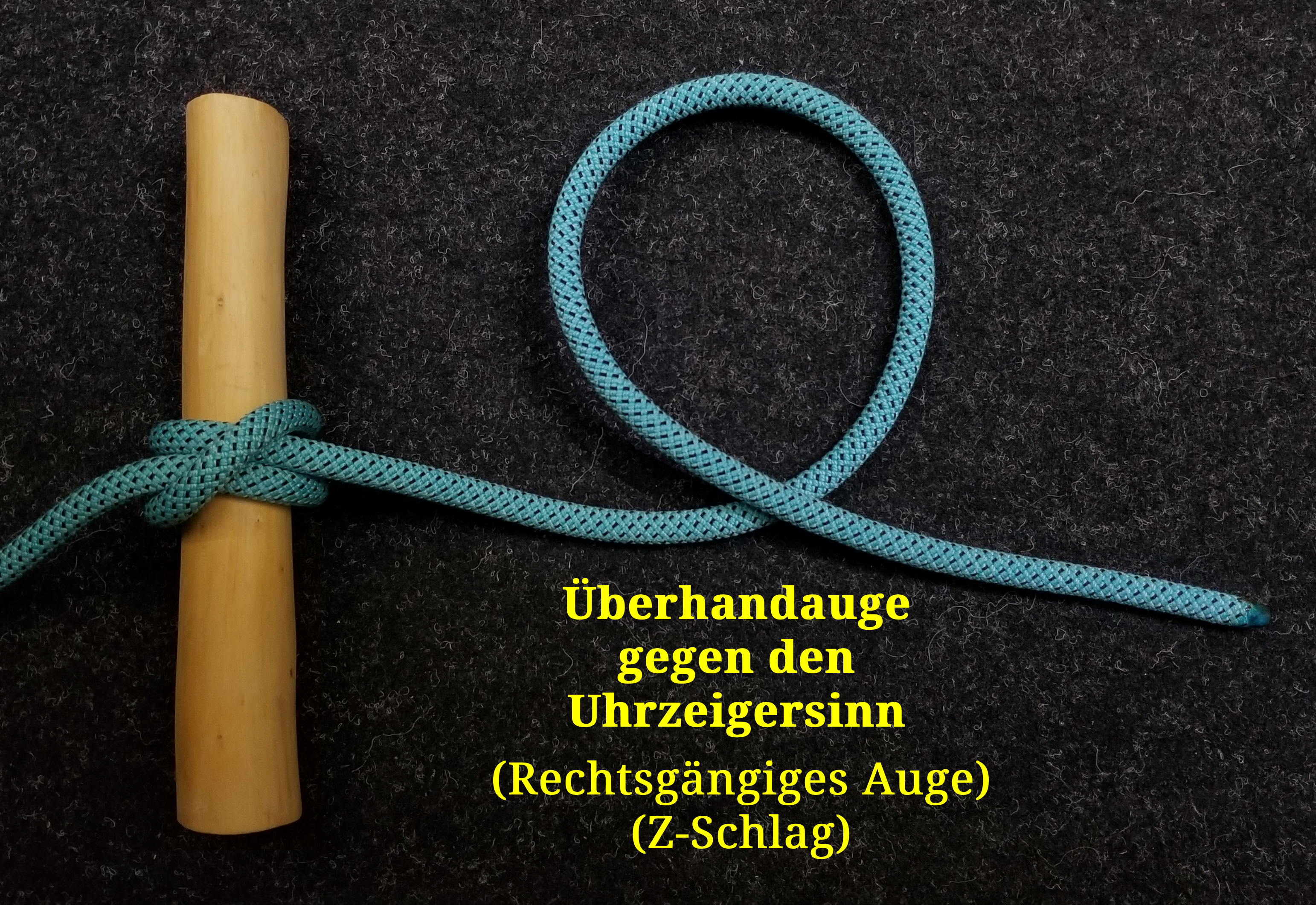
„Überhandauge gegen den Uhrzeigersinn“ (rechtsgängig). Von der stehenden Part (links) verläuft das Arbeitsende gegen den Uhrzeigersinn nach links oben.
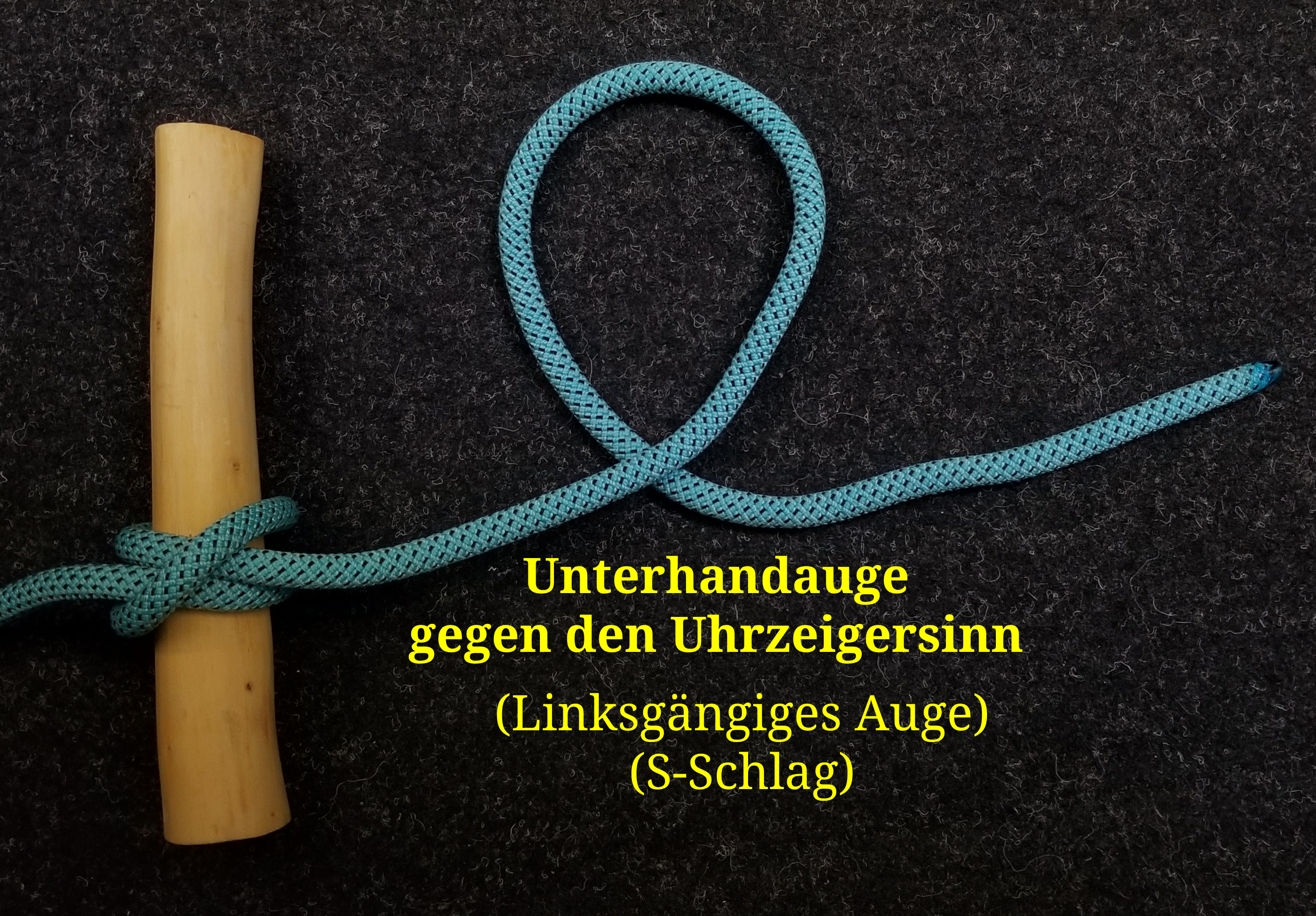
„Unterhandauge gegen den Uhrzeigersinn“ (linksgängig). Von der stehenden Part (links) verläuft das Arbeitsende im Uhrzeigersinn nach links unten.

Da diese vier Augen auch nach unten zeigen können, kann man insgesamt acht verschiedene Augen knüpfen.

#### Alle acht möglichen Überhand- und Unterhandaugen eindeutig benannt

Vier Augen von links und vier Augen von rechts geknüpft
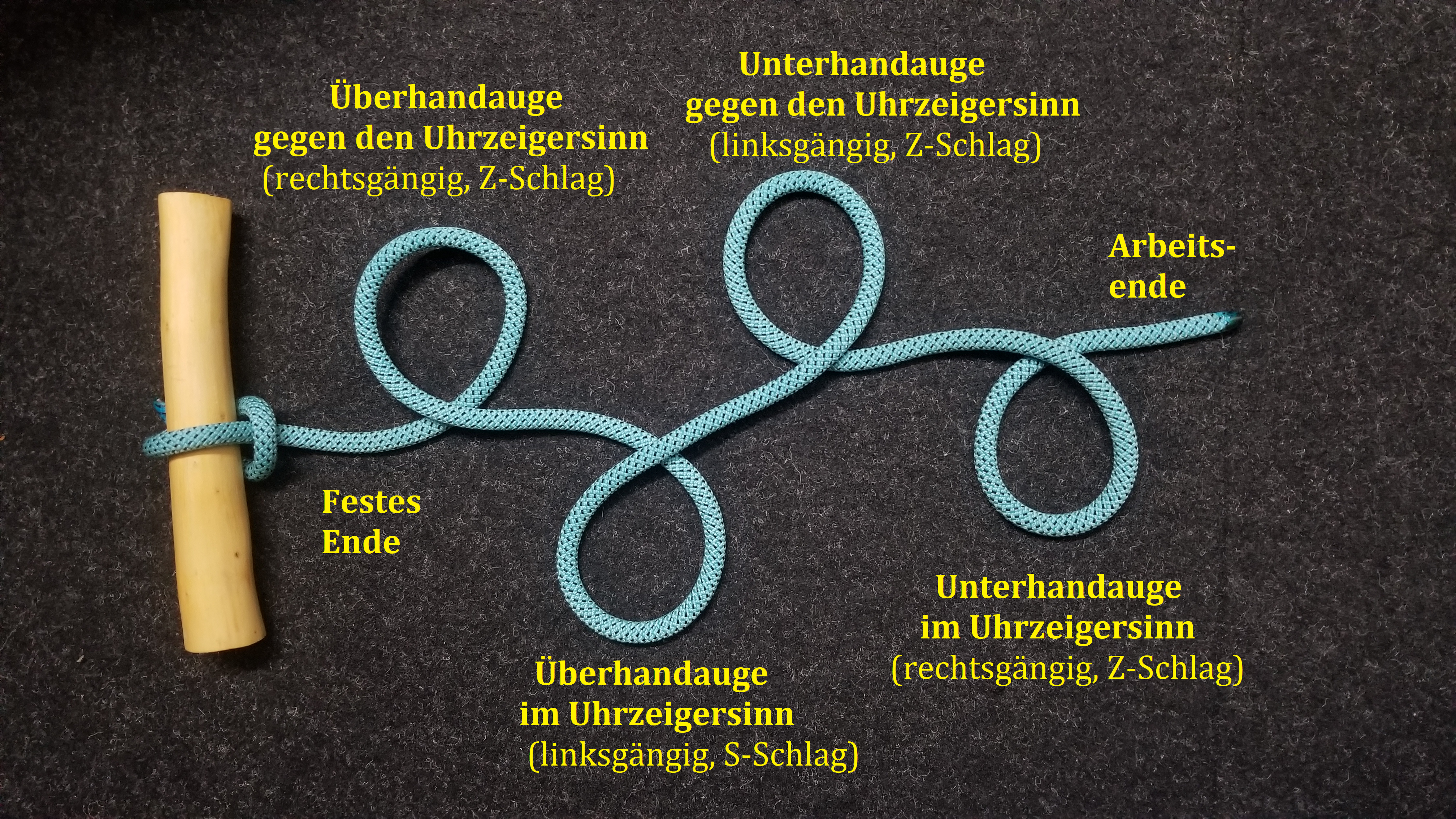
Hier ist das feste Ende links. Geknüpft wird mit dem rechten Arbeitsende.
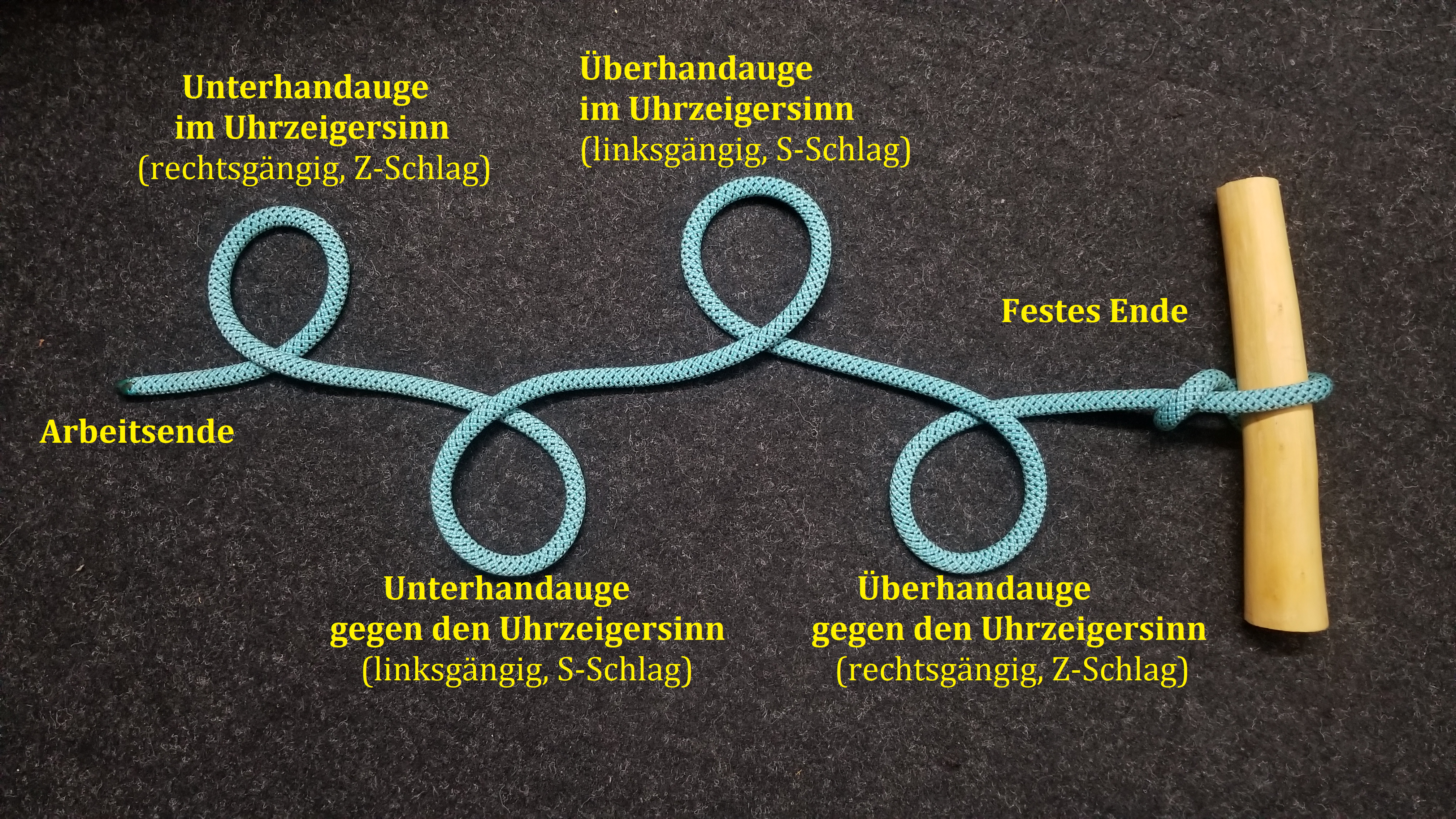
Und hier ist das feste Ende rechts. Geknüpft wird mit dem linken Arbeitsende. Obwohl es dieselben Augen sind, haben sie andere Bezeichnungen.

### Kombination von „rechts- bzw. linksgängig“ und „Über- bzw. Unterhandauge“
Für diese Kombination der zwei Regeln findet man noch keine Quellenangabe, obwohl es zu jeder der zwei einzelnen Regeln bereits Fachliteratur gibt. Sie wird somit auch bisher in der Knotenkunde nicht verwendet.
Gibt man die Windungsrichtung zusätzlich zur Angabe Überhand- oder Unterhandauge (oben oder unten) an, also, ob man mit dem Arbeitsende das Auge im Uhrzeigersinn (rechtsgängig) oder gegen den Uhrzeigersinn (linksgängig) knüpft, hat man eine definierte Angabe. Mit dieser eindeutigen Beschreibung knüpft man immer auch ohne Bild das „richtige“ Auge.

Acht ebenfalls eindeutig bezeichnete Augen
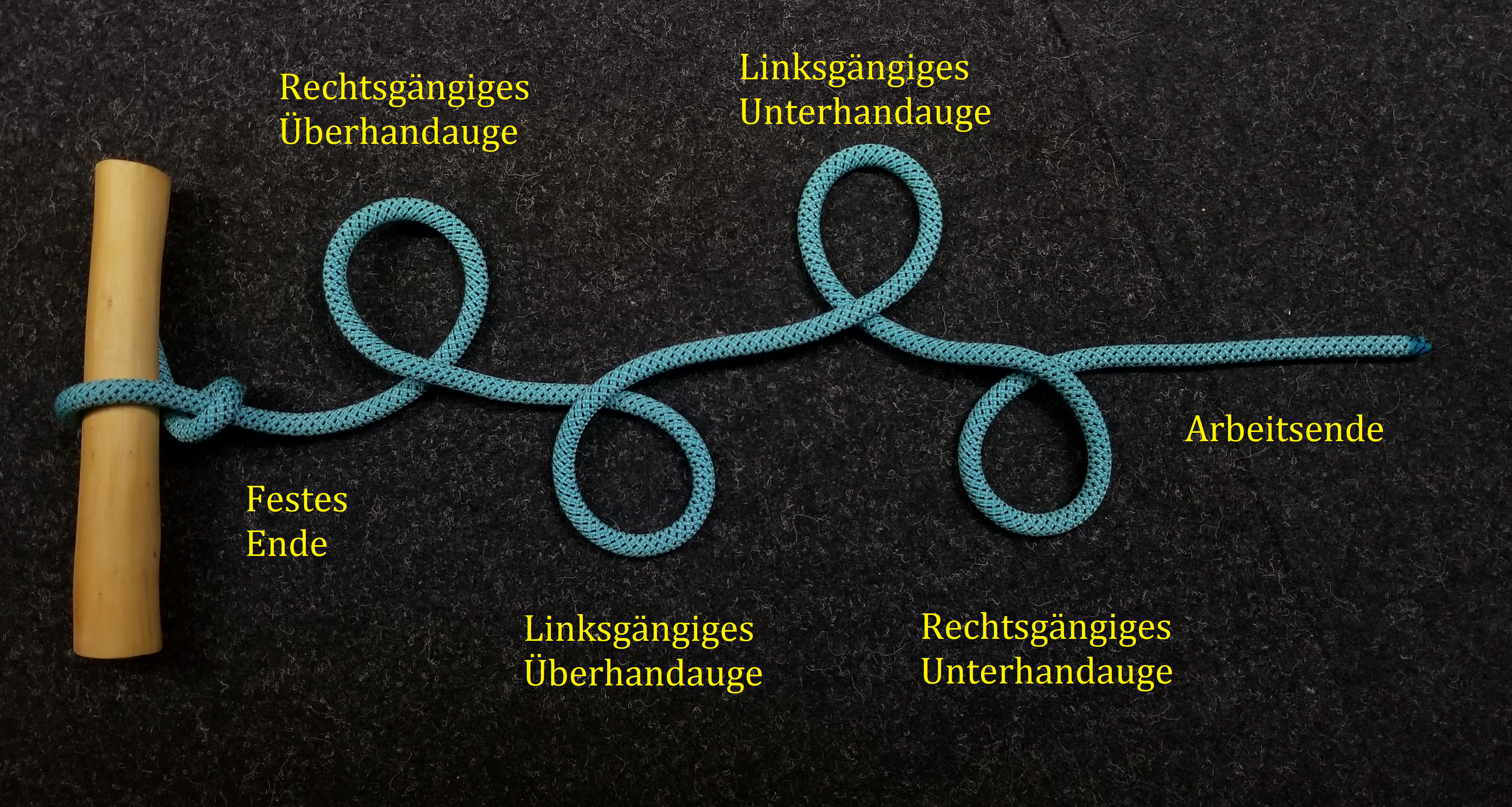
Hier ist das feste Ende links. Geknüpft wird mit dem rechten Arbeitsende.
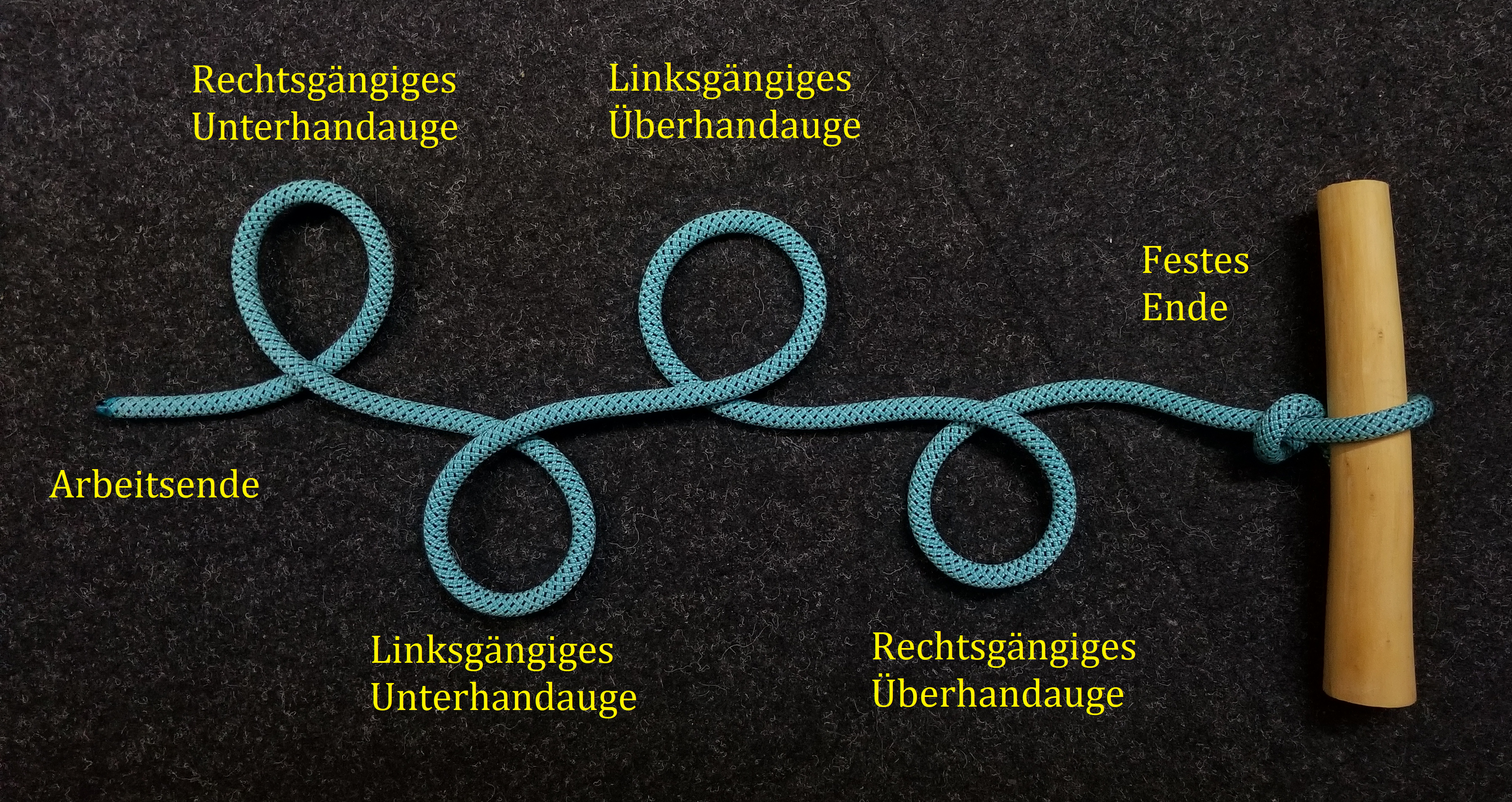
Und hier ist das feste Ende rechts. Geknüpft wird mit dem linken Arbeitsende. Obwohl es dieselben Augen sind, haben sie andere Bezeichnungen.

Man sieht, die Gängigkeit bleibt immer gleich, es wechselt nur die Bezeichnung Überhand- oder Unterhandauge, die angibt, ob das Arbeitsende über oder unter dem festen Ende läuft. Da das Arbeitsende in den zwei Bildern wechselt, muss auch die Bezeichnung des Überhand- oder Unterhandauges wechseln.
In der Praxis des Knotenknüpfens würde es hier wahrscheinlich reichen, wenn man statt rechts- oder linksgängiges Auge nur rechtes oder linkes Überhandauge oder rechtes oder linkes Unterhandauge sagt.

## Schlaufe
Eine geknüpfte, gespleißte oder gepresste Schlaufe bezeichnet die Seemannssprache ebenfalls als Auge.
Tauwerk mit einem Auge am Ende wird Augleine genannt. Bei fertigen Augleinen wird das Auge oft mit einer Kausch verstärkt, um eine Befestigung eines Schäkels oder Hakens zu ermöglichen und dabei mechanische Beschädigung (Schamfilen) zu vermeiden.

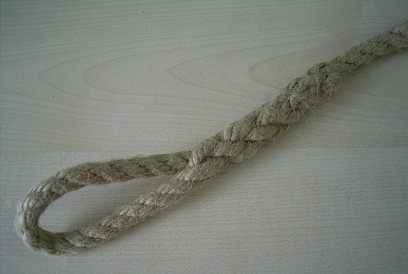
Augspleiß
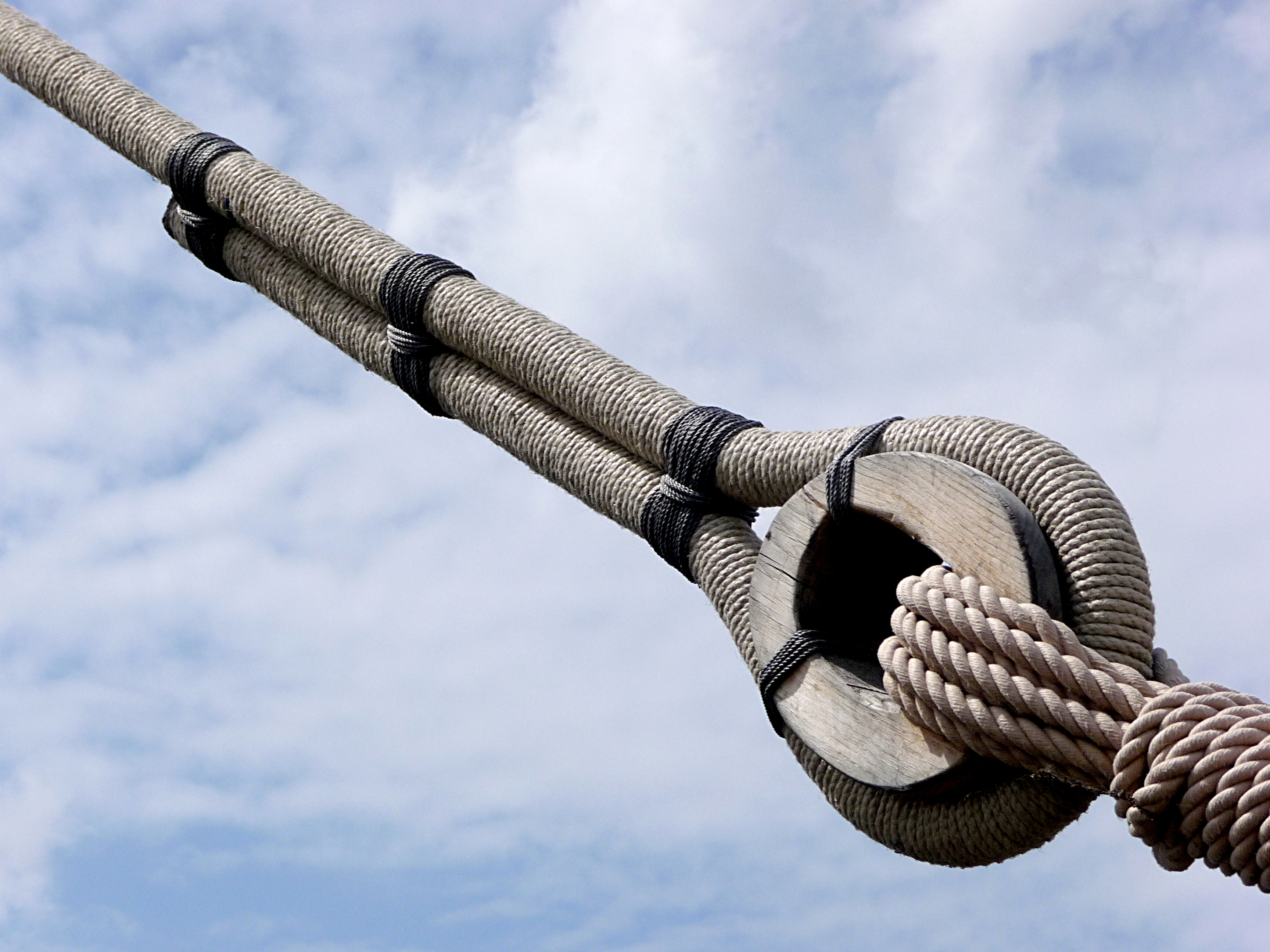
Gekleedetes und beigebändseltes Auge
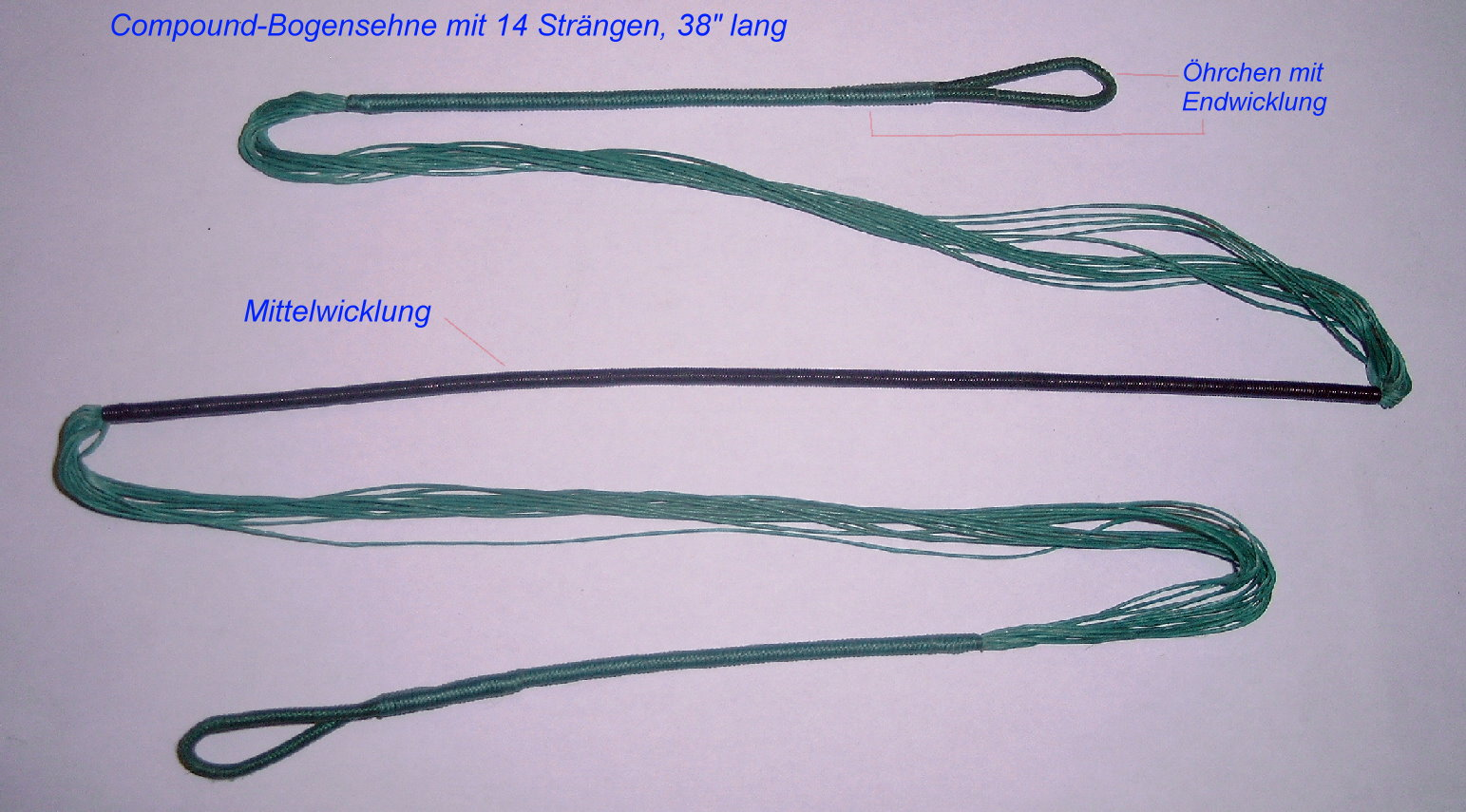
Auge bzw. „Öhrchen“ an Bogensehne

## S-Schlag und Z-Schlag

### S- und Z-Schlag

Rechte-Hand-Regel.
Man schaut hier von unten nach oben, der Daumen zeigt daher (entlang der Achse) nach oben und die Drehung erfolgt nach rechts. Die restlichen Finger zeigen auch nach rechts, die Drehung ist daher rechtsgängig.

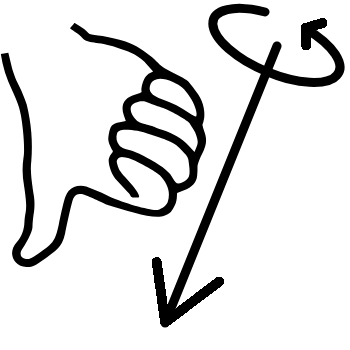
Hier schaut man von oben nach unten, der Daumen zeigt nach unten und die Drehung erfolgt nach links. Die restlichen Finger drehen sich nach rechts. Die Drehung ist dem jedoch entgegengesetzt und daher linksgängig.

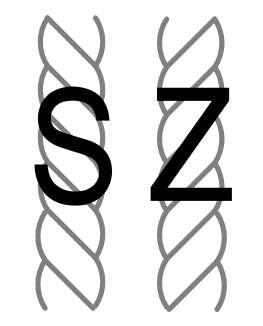
S-Schlag (linksgängig) und Z-Schlag (rechtsgängig)

Bei der Benennung der Drehrichtung folgt man der Korkenzieherregel, weshalb kontextabhängig ebenfalls von Händigkeit (engl. right-handed oder left-handed) oder von einer Rechte-Hand-Regel gesprochen wird.
Bei der Angabe der Drehrichtung sind auch folgende Bezeichnungen gebräuchlich:
- rechtsdrehend oder im Uhrzeigersinn oder in geodätisch positivem Drehsinn
- linksdrehend oder gegen den Uhrzeigersinn oder in geodätisch negativem Drehsinn

In der Knotenkunde spricht man bei der Drehrichtung auch von der Schlagrichtung. Ein Schlag ist die Drehrichtung bei der Herstellung von Tauwerk;
S- (linksgeschlagenes) und Z- (rechtsgeschlagenes) Tauwerk. Beim Arbeiten mit Tauwerk spricht man von einem halben Törn, einem Törn oder mehreren Törns, wenn das Seil um einen Gegenstand geschlagen ist.

„Rechtsgängiger Korkenzieher: Die gewöhnliche Drehung ist dieselbe wie bei einem rechtsgängigen Korkenzieher. Man nennt das rechts „geschlagen“.“

„Linksgeschlagen: Ist genau das Gegenteil zu rechtsgeschlagen.“

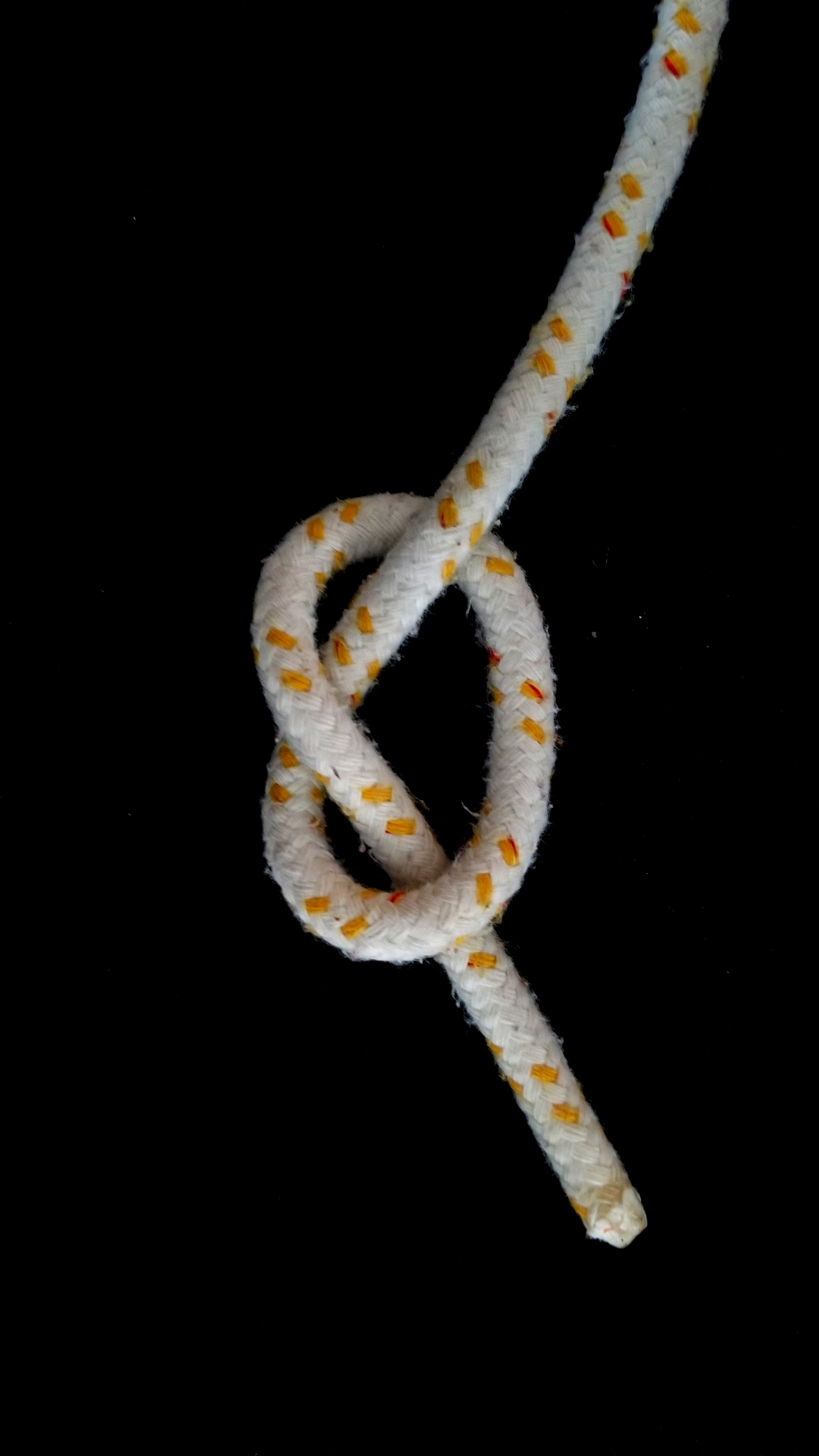
Man betrachte die Stelle, an der eine Part in der Mitte des Überhandknotens über die andere geht. Die Part zeigt den Buchstaben S, der Knoten ist linksgängig und wird auch als links geknoteter Überhandknoten bezeichnet.
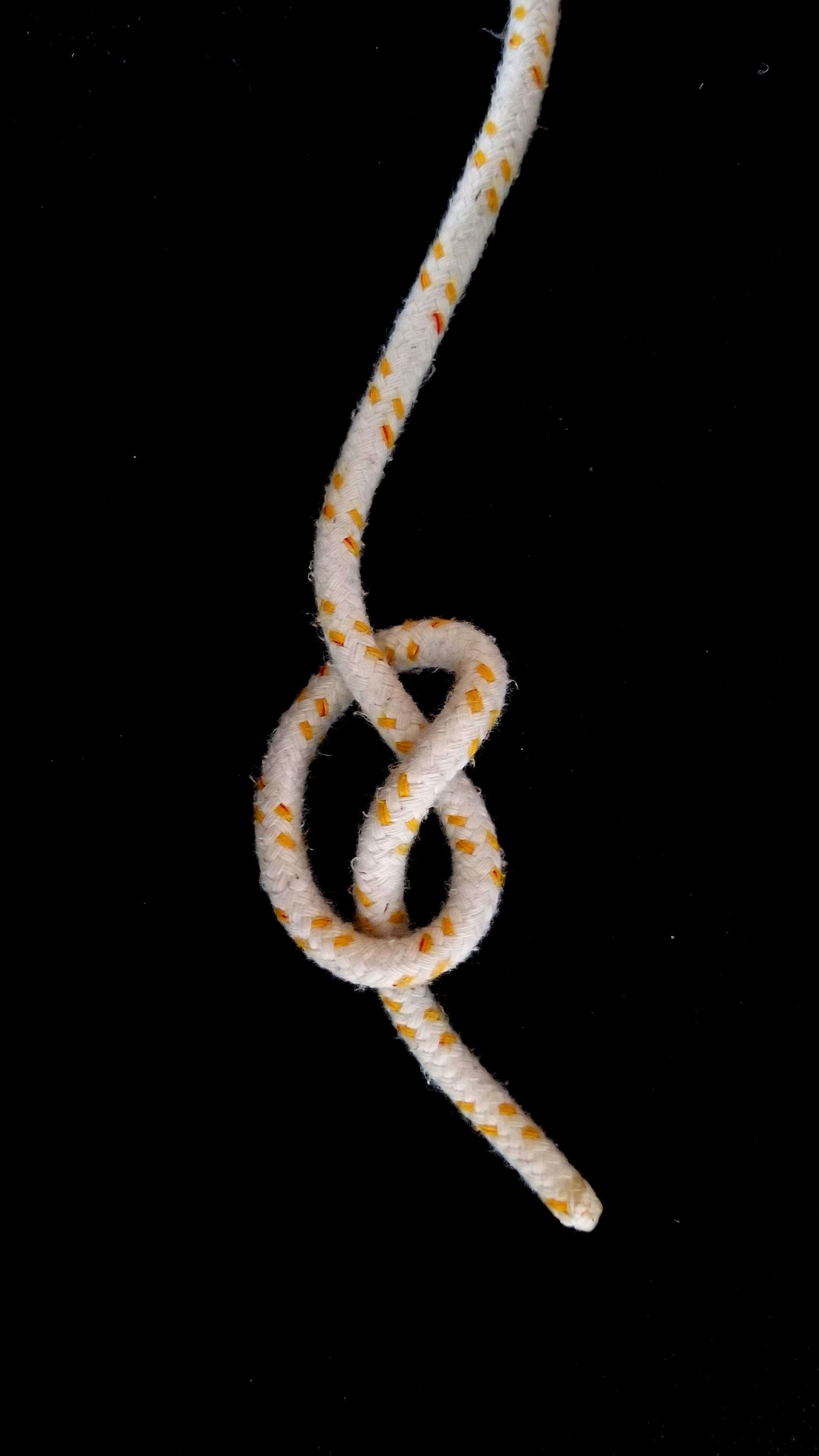
Man betrachte die Stelle, an der eine Part in der Mitte des Überhandknotens über die andere geht. Die Part zeigt den Buchstaben Z. Der Knoten ist rechtsgängig und wird gelegentlich auch als rechts geknoteter Überhandknoten bezeichnet.

### S- und Z-Kreuzung
Bei einem Auge kann man auch von einer S- oder Z-Kreuzung sprechen, in der das Arbeitsende die stehende Part kreuzt. Hier spricht man nicht von einem rechts- oder linksgängigen Auge. Man benutzt das S hier in dem Sinne, ob das Auge von der stehenden Part gegen den Uhrzeigersinn (S = links) oder im Uhrzeigersinn (Z = rechts) verläuft – wie oben bei den Über- und Unterhandaugen „im“ oder „gegen den Uhrzeigersinn“. Bei den folgenden Bildern ist das rot gekennzeichnete Seilende die stehende Part und das gelbe Ende die laufende Part.

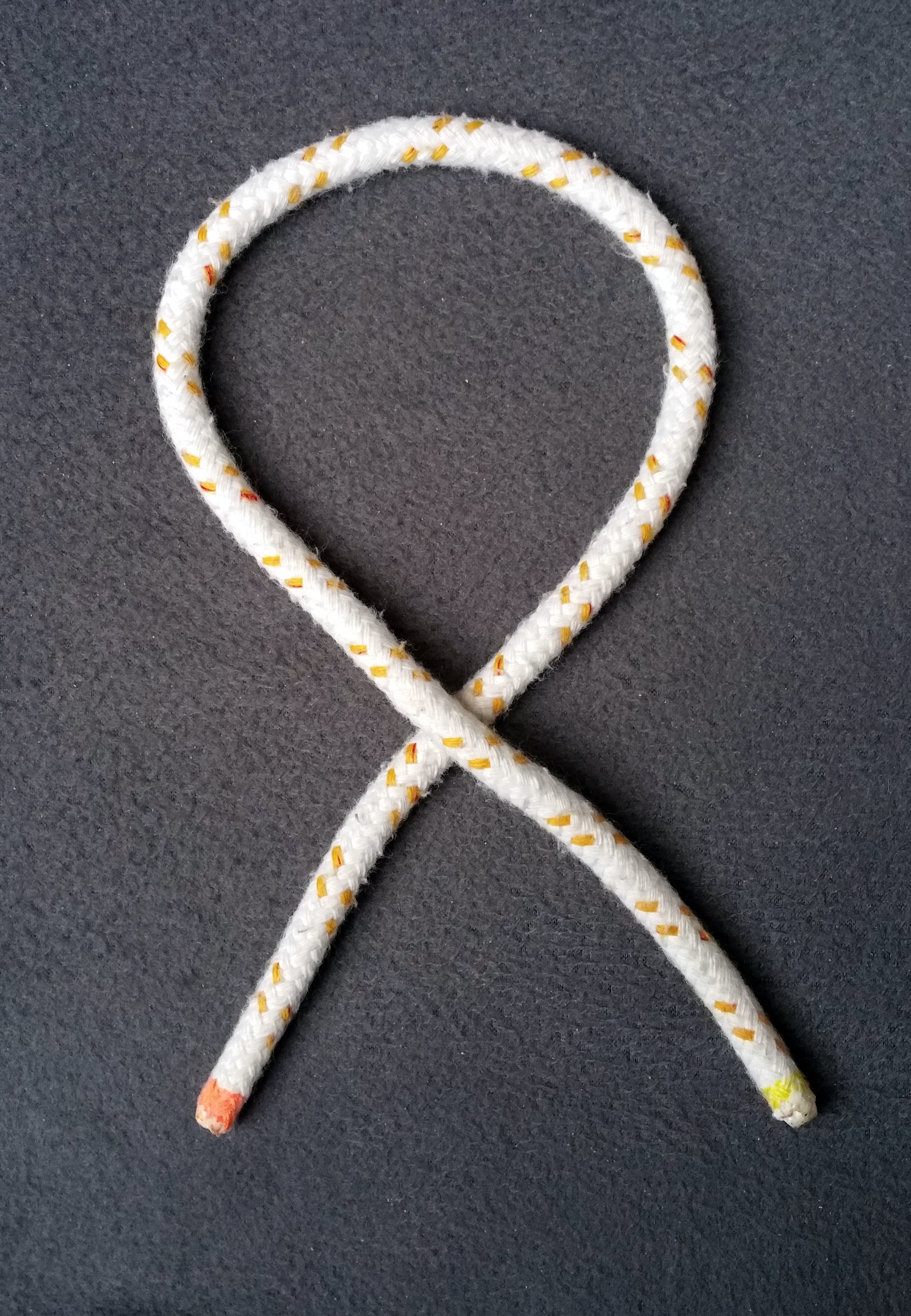
Über-S-Kreuzung. Das feste Ende ist links. Man betrachte die Stelle, an der eine Part in der Mitte des Auges über die andere geht. Diese Part zeigt den Buchstaben S.
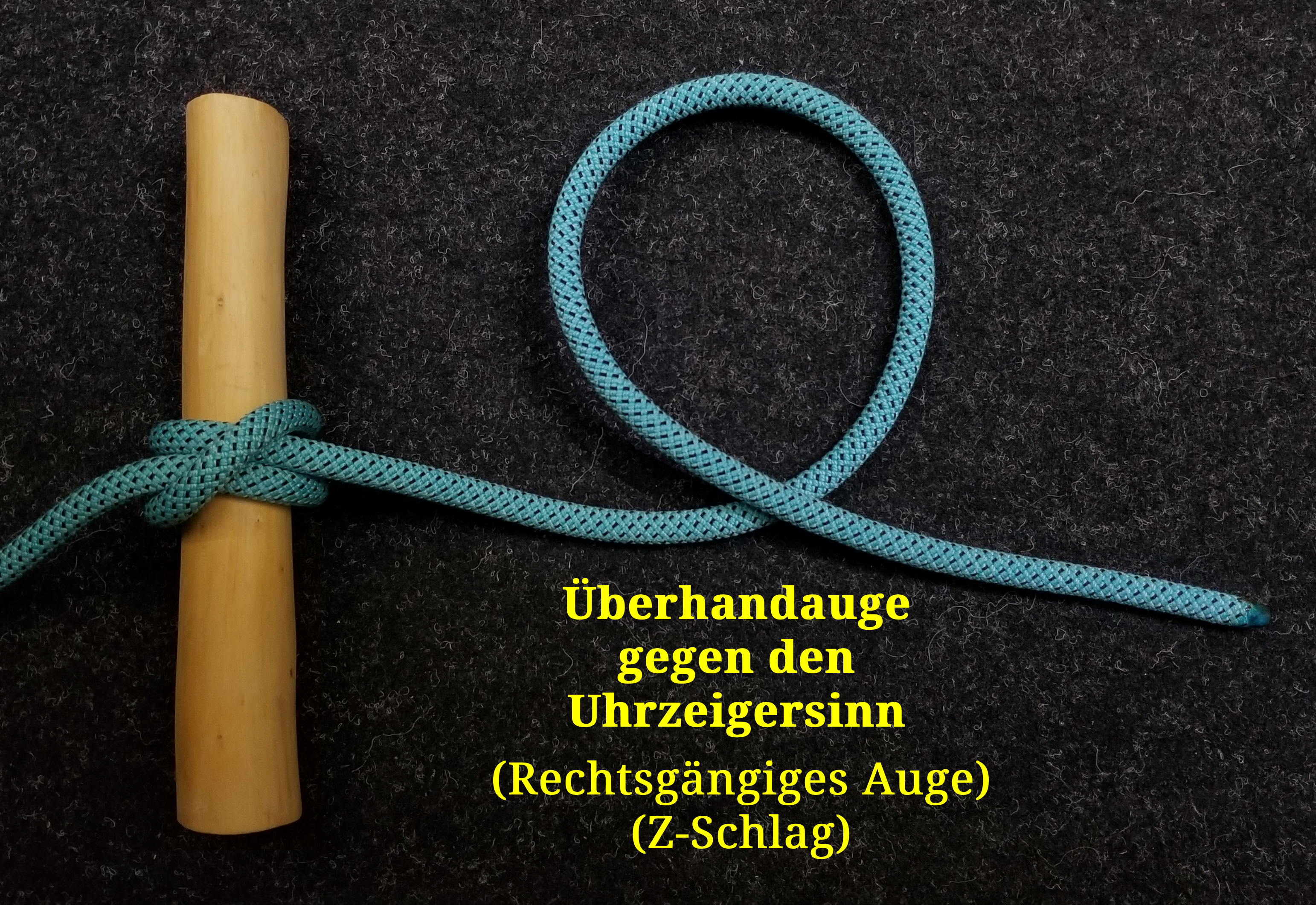
Die Über-S-Kreuzung entspricht dem „Überhandauge gegen den Uhrzeigersinn“ (rechtsgängig). Von der stehenden Part (links) verläuft das Arbeitsende gegen den Uhrzeigersinn nach links oben.
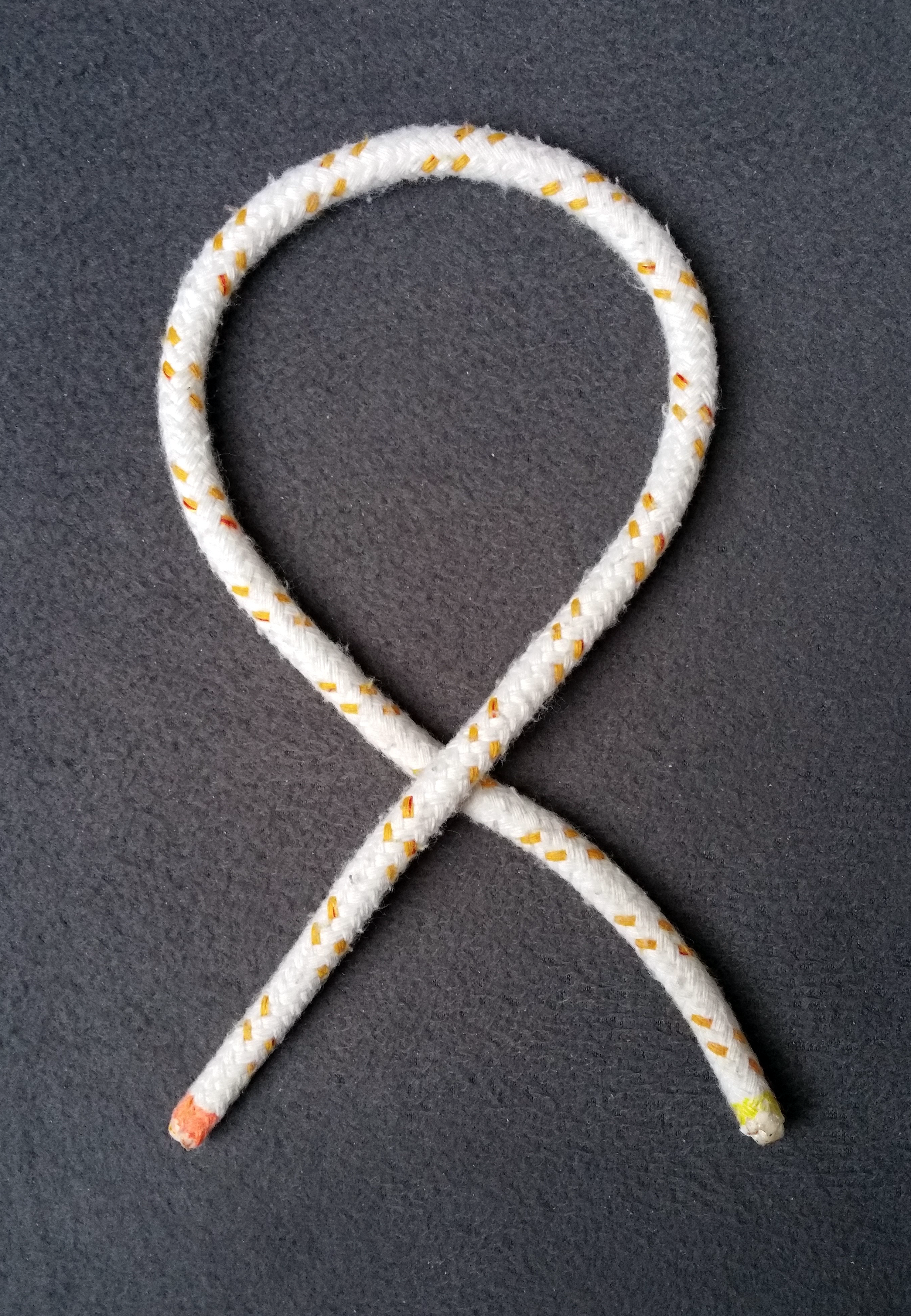
Unter-S-Kreuzung. Das feste Ende ist links. Man betrachte die Stelle, an der eine Part in der Mitte des Auges unter die andere geht. Diese Part zeigt den Buchstaben S.
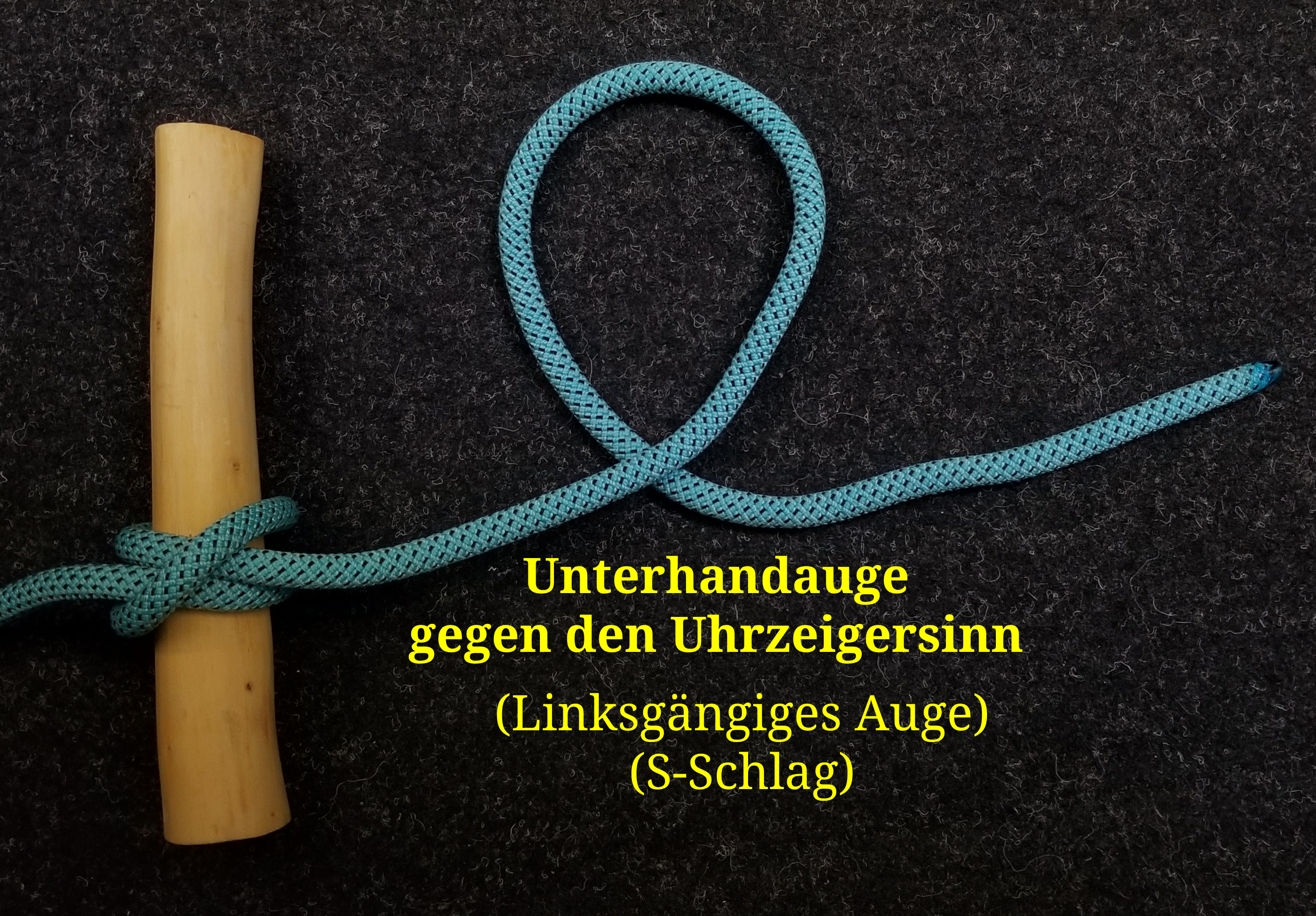
Die Unter-S-Kreuzung entspricht dem „Unterhandauge gegen den Uhrzeigersinn“ (linksgängig). Von der stehenden Part (links) verläuft das Arbeitsende im Uhrzeigersinn nach links unten.

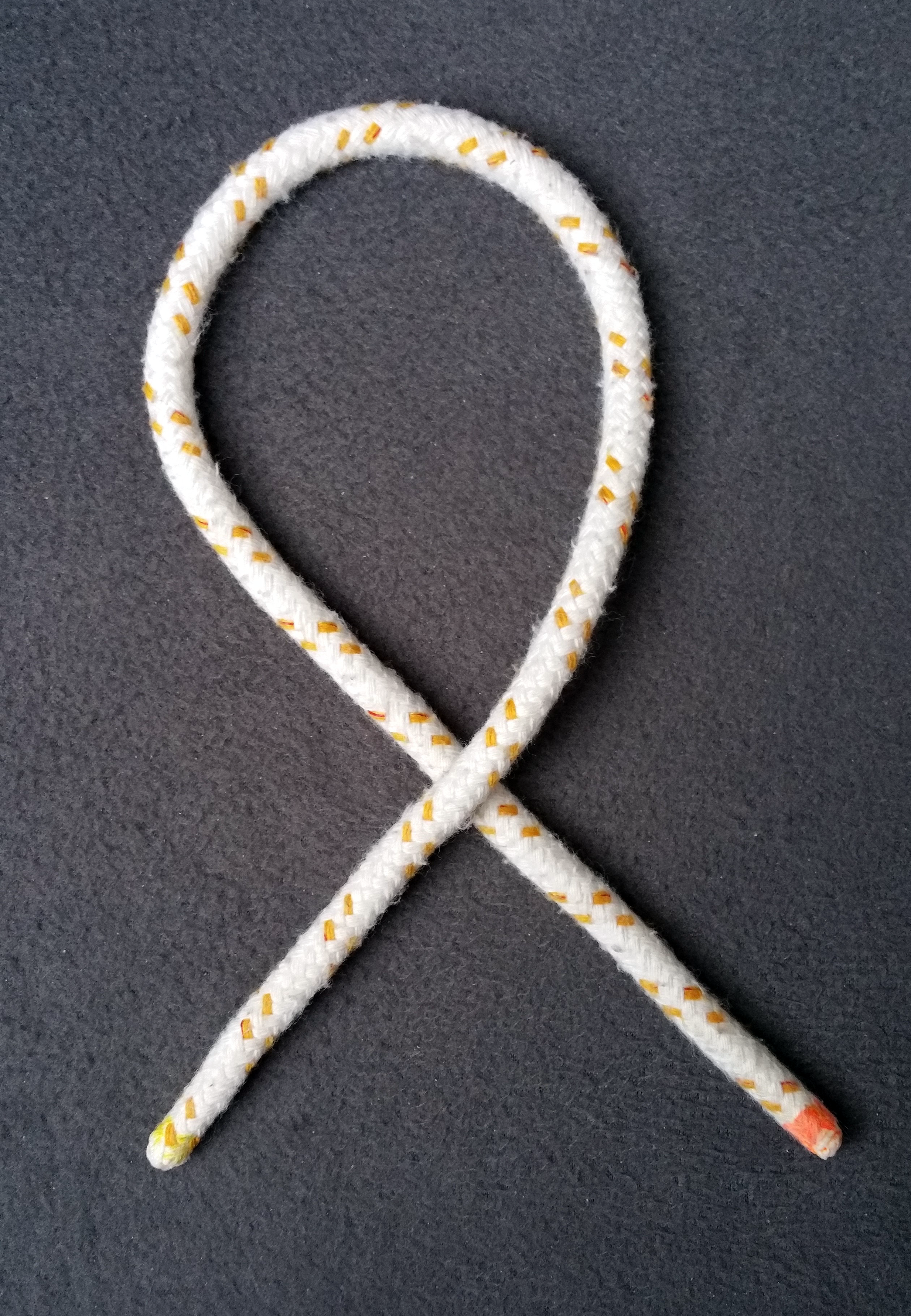
Über-Z-Kreuzung. Das feste Ende ist rechts. Man betrachte die Stelle, an der eine Part in der Mitte des Auges über die andere geht. Diese Part zeigt den Buchstaben Z.
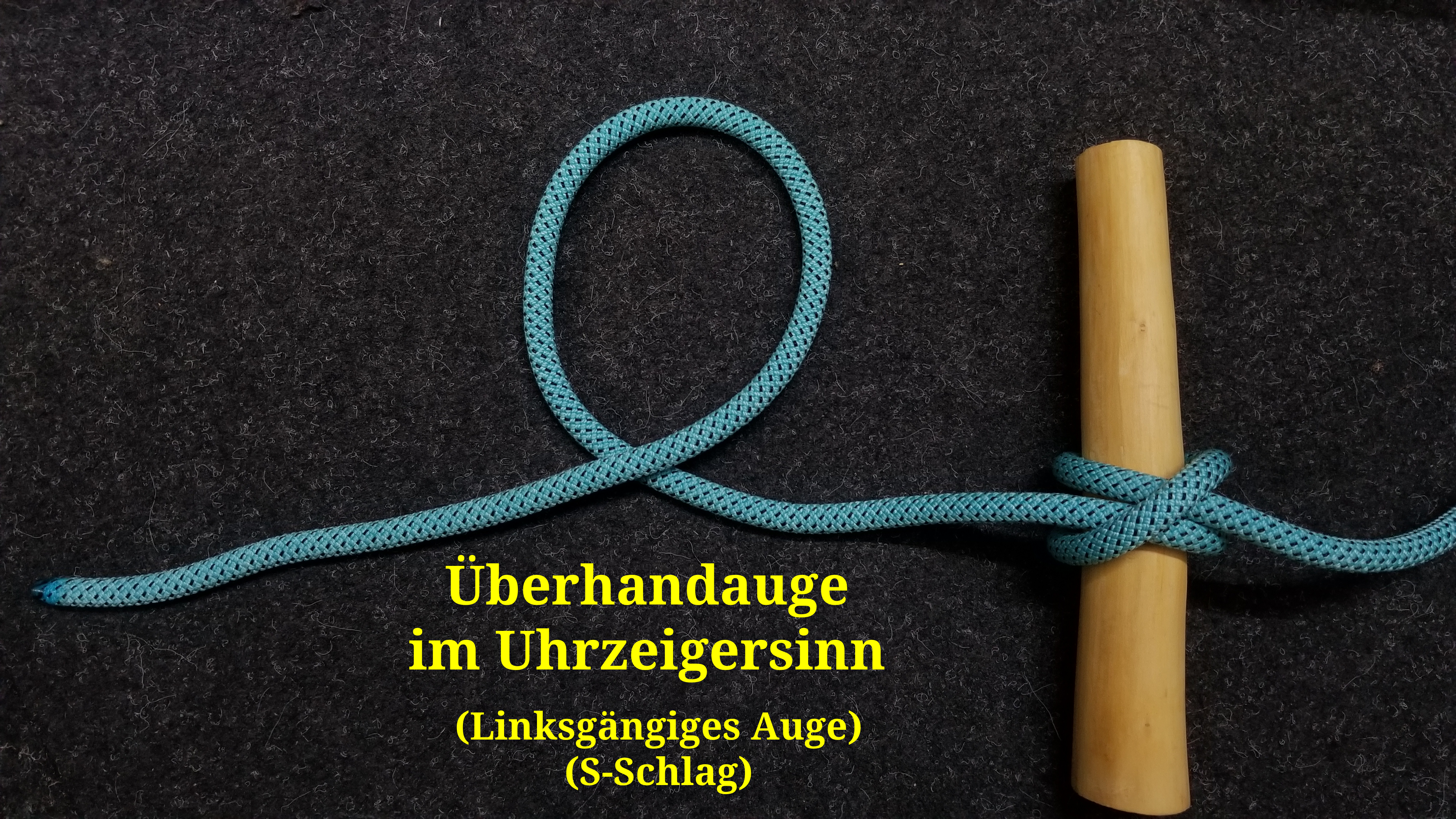
Die Über-Z-Kreuzung entspricht dem „Überhandauge im Uhrzeigersinn“ (linksgängig) Von der stehenden Part (rechts) verläuft das Arbeitsende im Uhrzeigersinn nach rechts oben.
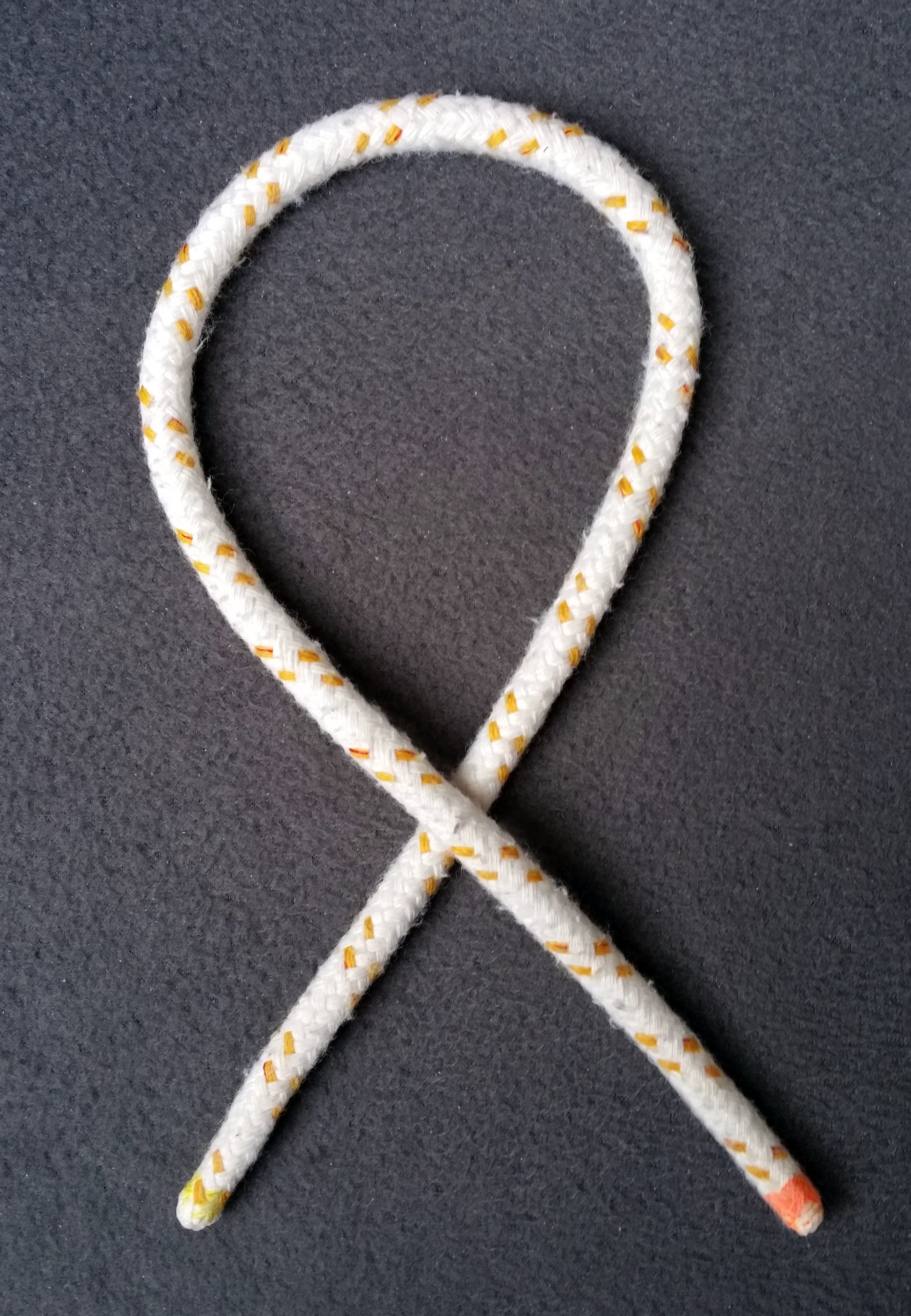
Unter-Z Kreuzung. Das feste Ende ist rechts. Man betrachte die Stelle, an der eine Part in der Mitte des Auges unter die andere geht. Diese Part zeigt den Buchstaben Z.
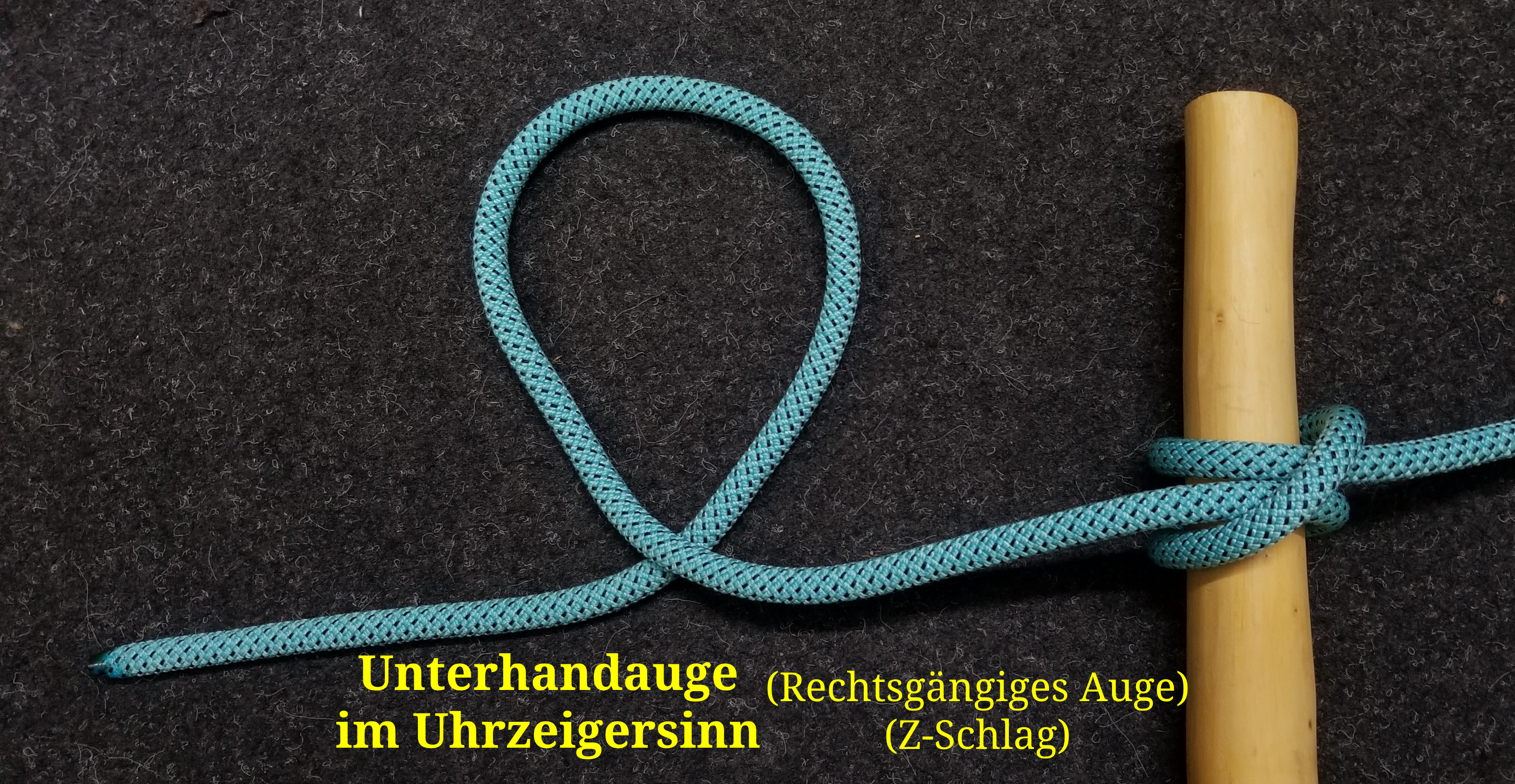
Die Unter-Z-Kreuzung entspricht dem Unterhandauge im Uhrzeigersinn. (rechtsgängig). Von der stehenden Part (rechts) verläuft das Arbeitsende im Uhrzeigersinn nach rechts oben.